# Škoda Octavia
Škoda Octavia – samochód osobowy klasy kompaktowej produkowany pod czeską marką Škoda od 1996 roku. Od 2019 roku produkowana jest czwarta generacja modelu.

## Pierwsza generacja

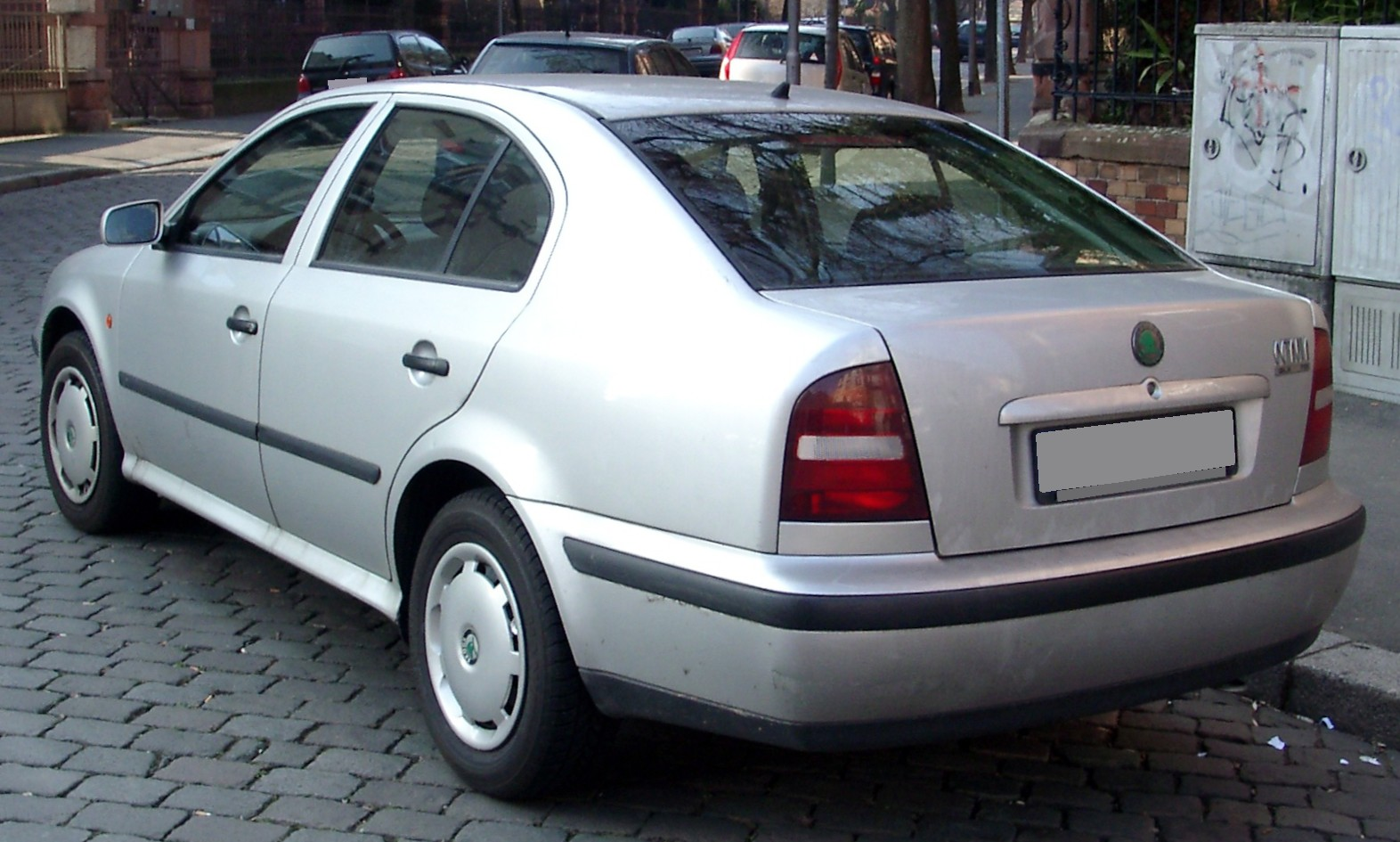
Škoda Octavia I – tył

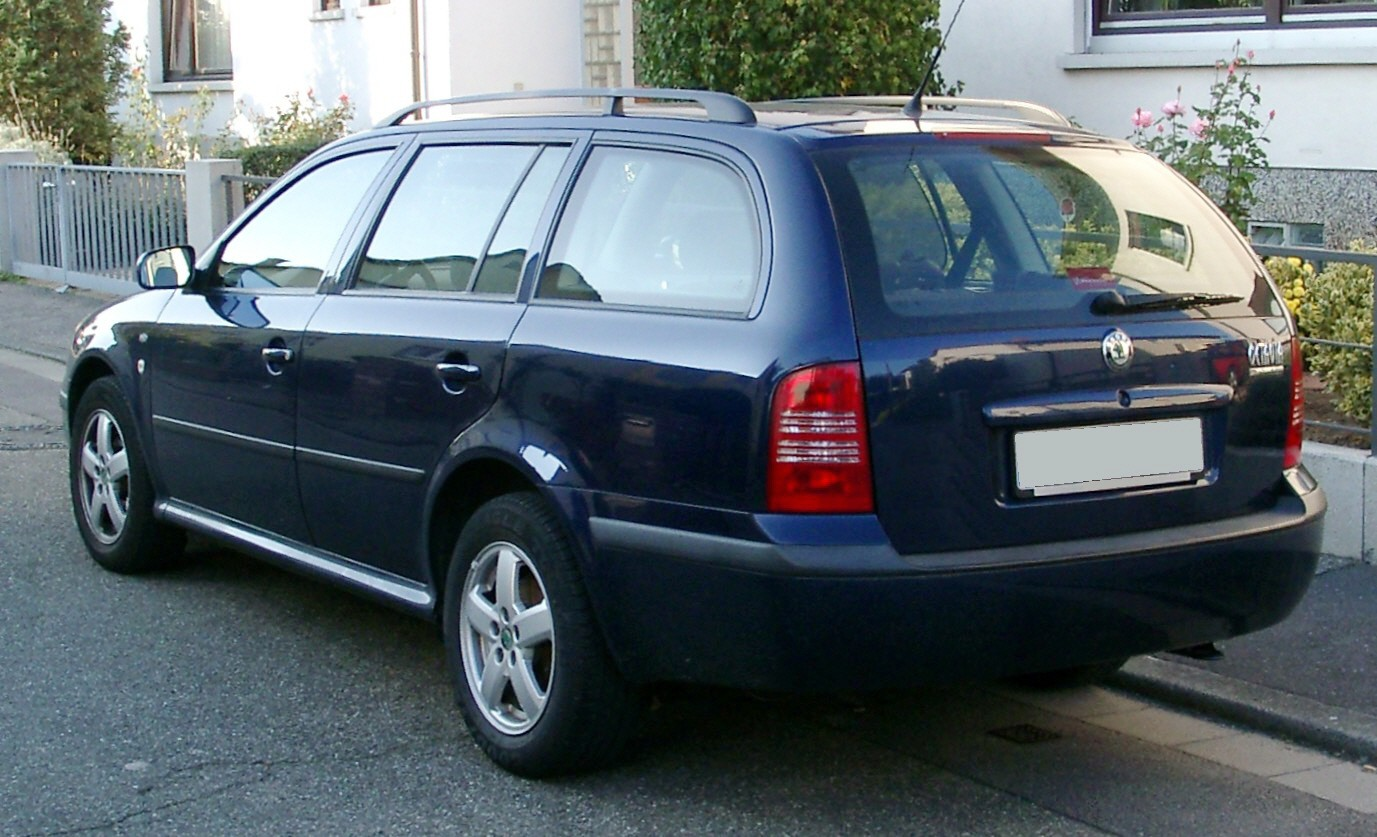
Škoda Octavia I Kombi

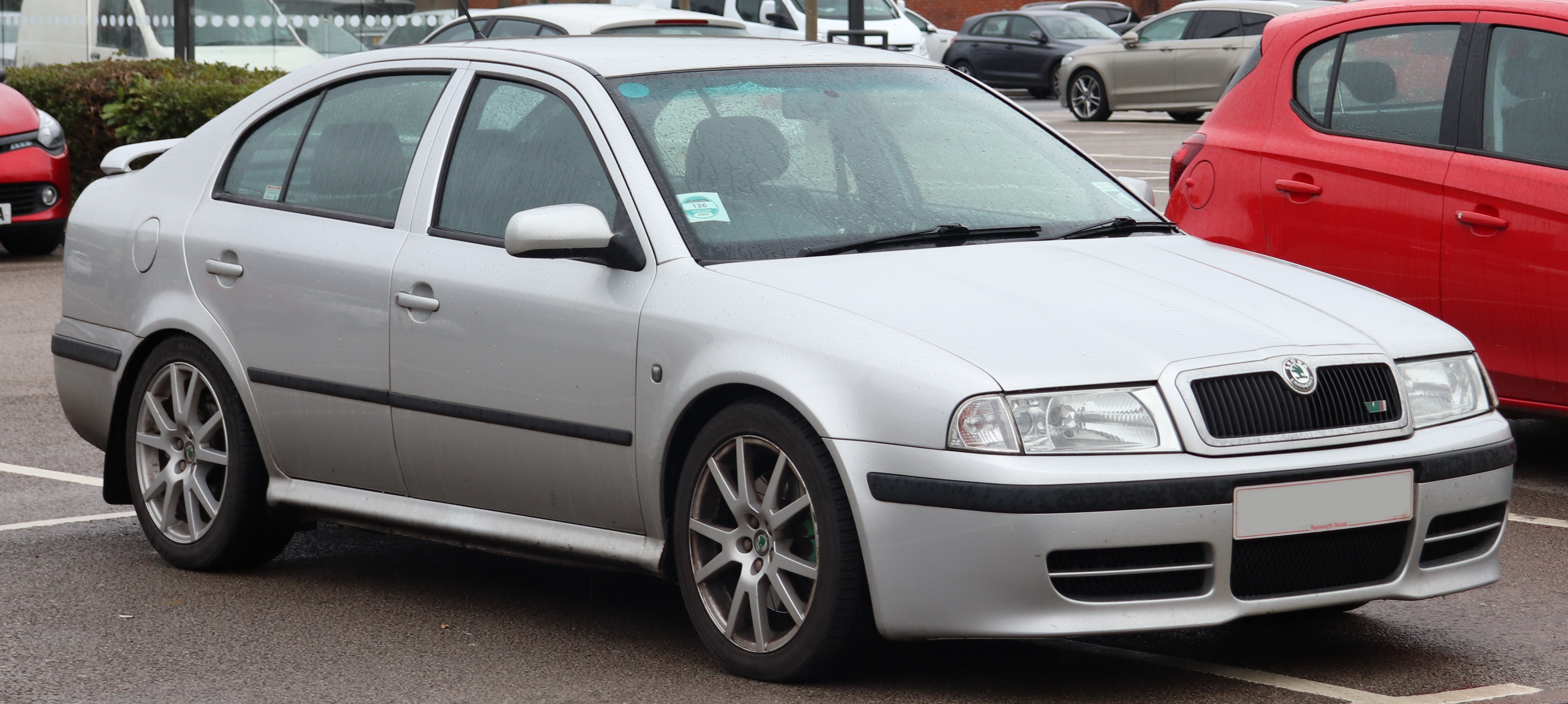
Škoda Octavia I RS po liftingu

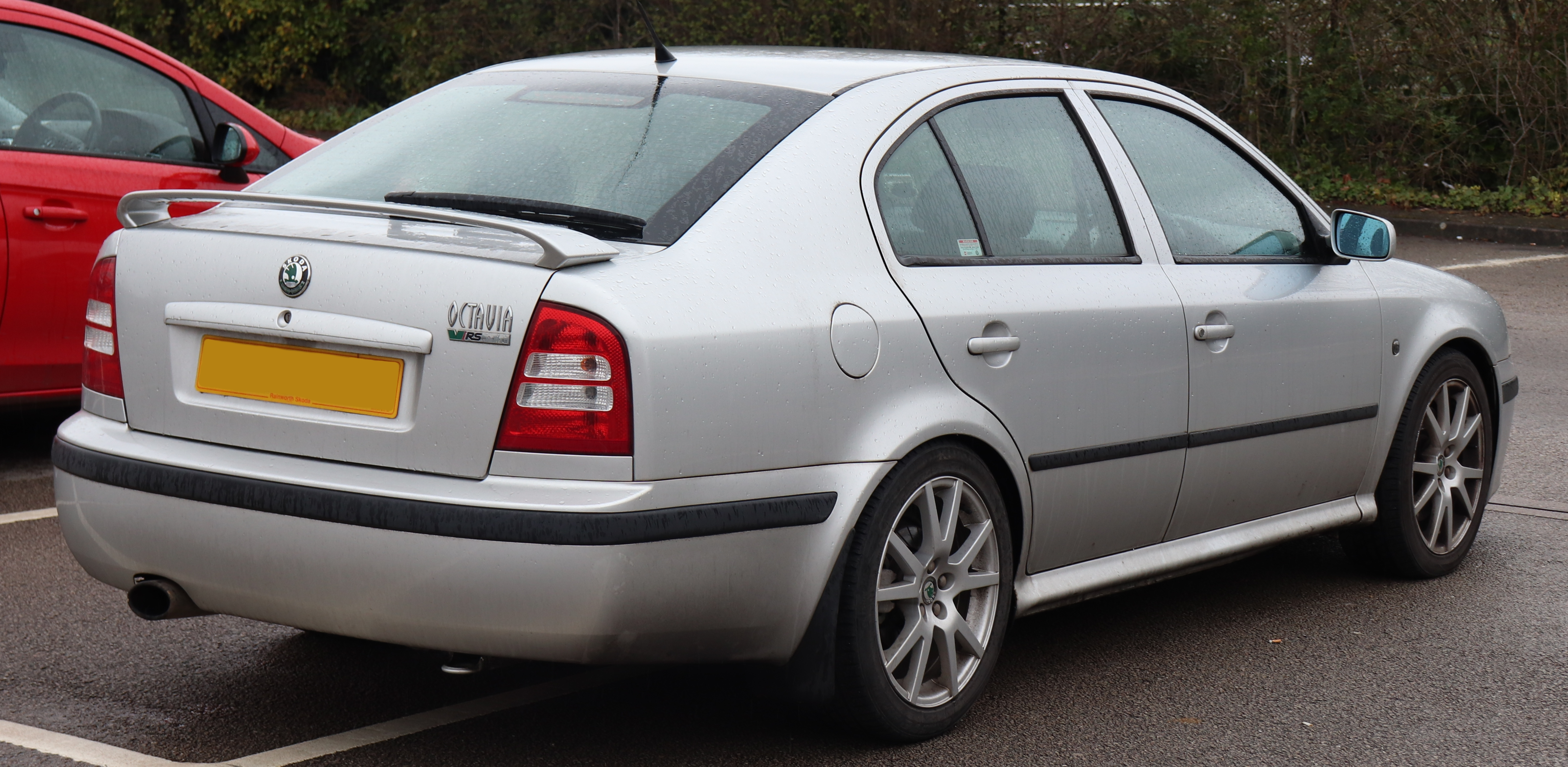
Škoda Octavia I RS – tył po liftingu

Škoda Octavia I została zaprezentowana po raz pierwszy w listopadzie 1996 roku.
Octavia I wprowadzona została po raz pierwszy na rynek pod koniec 1996 roku. Pojazd był pierwszym modelem Škody zaprojektowanym w biurach konstrukcyjnych Volkswagena. Samochód został zbudowany na bazie płyty podłogowej VW A4 PQ 34, która wykorzystana została do budowy m.in. Audi A3 oraz TT, Volkswagena Bora/Jetta oraz Golfa IV. Pod koniec 1997 roku wprowadzona została wersja kombi pojazdu, która w 1999 roku otrzymała opcjonalny napęd na cztery koła. W 1998 roku do listy wyposażenia standardowego pojazdu dodano system ABS oraz poduszkę powietrzną kierowcy.
W 2000 roku auto przeszło face lifting. Zmieniony został m.in. przedni zderzak oraz tylne lampy, a także odświeżono atrapę chłodnicy. Przy okazji liftingu wprowadzona została sportowa odmiana RS. Pomimo zaprezentowania w 2004 roku II generacji modelu I generacja pozostała na rynku pod nazwą Škoda Octavia Tour. Produkcję zakończono 9 listopada 2010 roku. W ciągu 14 lat wyprodukowano 1 442 126 egzemplarzy.

### Wersje wyposażeniowe
Przed liftingiem:
- LX
- GLX
- SLX
- Laurin&Klement
- WRC

Podstawowe wyposażenie wersji LX obejmuje m.in. wspomaganie kierownicy, obrotomierz oraz immobilizer. Wersja GLX dodatkowo wyposażona była m.in. w poduszkę powietrzną kierowcy, zamek centralny oraz napinacze pasów bezpieczeństwa. Wersja SLX dodatkowo wyposażona została w poduszkę powietrzną pasażera, elektryczne sterowanie szyb oraz elektryczne sterowanie lusterek, a także system ABS. Wersja Laurin&Klement wyposażona mogła być m.in. w skórzaną tapicerkę oraz drewnopodobne wstawki w desce rozdzielczej, a także regulowane na wysokość fotele przednie, klimatyzację automatyczną, 8-głośnikowy system audio z radioodtwarzaczem płyt CD oraz elektryczne sterowany szyberdach.
Po liftingu:
- Classic
- Ambiente
- Elegance
- Laurin&Klement
- Tour
- RS – wersję wyróżnia m.in. wzmocniony szkielet nadwozia, inny kształt przedniego zderzaka, mały spoiler umieszczony na klapie bagażnika, chromowana końcówka układu wydechowego, obniżone o 15 mm zawieszenie, fotele kubełkowe, jasne tarcze zegarów, kierownica trójramienna pokryta skórą, inna końcówka drążka zmiany biegów oraz nakładki na pedały ze stali nierdzewnej.

### Silniki
Benzynowe:
| Silnik             | Pojemność skokowa [cm3] | Moc maksymalna [KM] ( [kW] ) przy obr./min | Maks. moment obrotowy [Nm] przy obr./min | Układ i liczba cylindrów | Układ rozrządu/ liczba zaworów | Przysp. [s] 0-100 km/h | Prędkość maks. [km/h] | Spalanie [l/100 km] miasto/ trasa/ średnio |
| ------------------ | ----------------------- | ------------------------------------------ | ---------------------------------------- | ------------------------ | ------------------------------ | ---------------------- | --------------------- | ------------------------------------------ |
| 1.4                | 1397                    | 60 (44)/4500                               | 118/2500                                 | R4                       | OHV/8                          | 18,0                   | 156                   | 10,5/5,7/7,4                               |
| 1.4 MPI            | 1390                    | 75 (55)/5000                               | 126/3300                                 | R4                       | DOHC/16                        | 15,3                   | 171                   | 9,0/4,4/6,7                                |
| 1.6 MPI            | 1598                    | 75 (55)/4500                               | 135/3200                                 | R4                       | OHC/8                          | 14,7                   | 170                   | 10,8/5,8/7,6                               |
| 1.6 MPI            | 1598                    | 101 (74)/5600                              | 145/3800                                 | R4                       | OHC/8                          | 11,7                   | 187                   | 10,7/6,1/7,8                               |
| 1.6 MPI Aut.       | 1598                    | 101 (74)/5600                              | 145/3800                                 | R4                       | OHC/8                          | 13,8                   | 190                   | 12,0/6,5/8,2                               |
| 1.6 MPI            | 1598                    | 102 (75)/5600                              | 148/3800                                 | R4                       | OHC/8                          | 12,3                   | 190                   | 9,7/5,5/7,0                                |
| 1.6 MPI Aut.       | 1598                    | 102 (75)/5600                              | 148/3800                                 | R4                       | OHC/8                          | 14,1                   | 184                   | 10,3/6,0/7,9                               |
| 1.8 20V            | 1781                    | 125 (92)/6000                              | 170/4200                                 | R4                       | DOHC/20                        | 10,6                   | 196                   | 11,8/6,4/8,4                               |
| 1.8 20V Aut.       | 1781                    | 125 (92)/6000                              | 170/4200                                 | R4                       | DOHC/20                        | 12,6                   | 192                   | 13,3/7,0/9,0                               |
| 1.8 20V Turbo      | 1781                    | 150 (110)/5700                             | 210/1750                                 | R4                       | DOHC/20                        | 8,4                    | 219                   | 10,9/6,2/7,9                               |
| 1.8 20V Turbo Aut. | 1781                    | 150 (110)/5700                             | 210/1750                                 | R4                       | DOHC/20                        | 9,9                    | 217                   | 12,8/7,1/9,0                               |
| 1.8 20V Turbo 4x4  | 1781                    | 150 (110)/5700                             | 210/1750                                 | R4                       | DOHC/20                        | 9,3                    | 211                   | 12,0/7,0/8,8                               |
| 1.8 20V Turbo RS   | 1781                    | 180 (132)/5500                             | 235/1950                                 | R4                       | DOHC/20                        | 7,9                    | 235                   | 10,8/6,4/8,0                               |
| 2.0                | 1984                    | 115 (85)/5200                              | 170/2400                                 | R4                       | OHC/8                          | 10,8                   | 200                   | 11,2/6,2/8,0                               |
| 2.0 Aut.           | 1984                    | 115 (85)/5200                              | 170/2400                                 | R4                       | OHC/8                          | 12,6                   | 195                   | 12,6/7,0/8,9                               |

Wysokoprężne:
| Silnik       | Pojemność skokowa [cm3] | Moc maksymalna [KM] ( [kW] ) przy obr./min | Maks. moment obrotowy [Nm] przy obr./min | Układ i liczba cylindrów | Układ rozrządu/ liczba zaworów | Przyspieszenie (s) 0-100 km/h | Prędkość maksymalna km/h | Spalanie (l/100 km) miasto/trasa/średnio |
| ------------ | ----------------------- | ------------------------------------------ | ---------------------------------------- | ------------------------ | ------------------------------ | ----------------------------- | ------------------------ | ---------------------------------------- |
| 1.9 SDI      | 1896                    | 68 (50)/4200                               | 133/1800                                 | R4                       | OHC/8                          | 17.8                          | 167                      | 7,0/4,3/5,2                              |
| 1.9 TDI      | 1896                    | 90 (66)/4000                               | 210/1900                                 | R4                       | OHC/8                          | 11.9                          | 198                      | 6,6/4,2/5,0                              |
| 1.9 TDI Aut. | 1896                    | 90 (66)/4000                               | 210/1900                                 | R4                       | OHC/8                          | 13,8                          | 187                      | 6,7/5,0/6,3                              |
| 1.9 TDI PD   | 1896                    | 101 (74)/4000                              | 240/1800                                 | R4                       | OHC/8                          | 11,8                          | 190                      | 6,7/4,5/5,4                              |
| 1.9 TDI      | 1896                    | 110 (81)/4150                              | 235/1900                                 | R4                       | OHC/8                          | 10.7                          | 209                      | 6,6/4.0/4.8                              |
| 1.9 TDI PD   | 1896                    | 131 (96)/4000                              | 310/1900                                 | R4                       | OHC/8                          | 9.1                           | 222                      | 7,0/4,3/5,2                              |

## Druga generacja

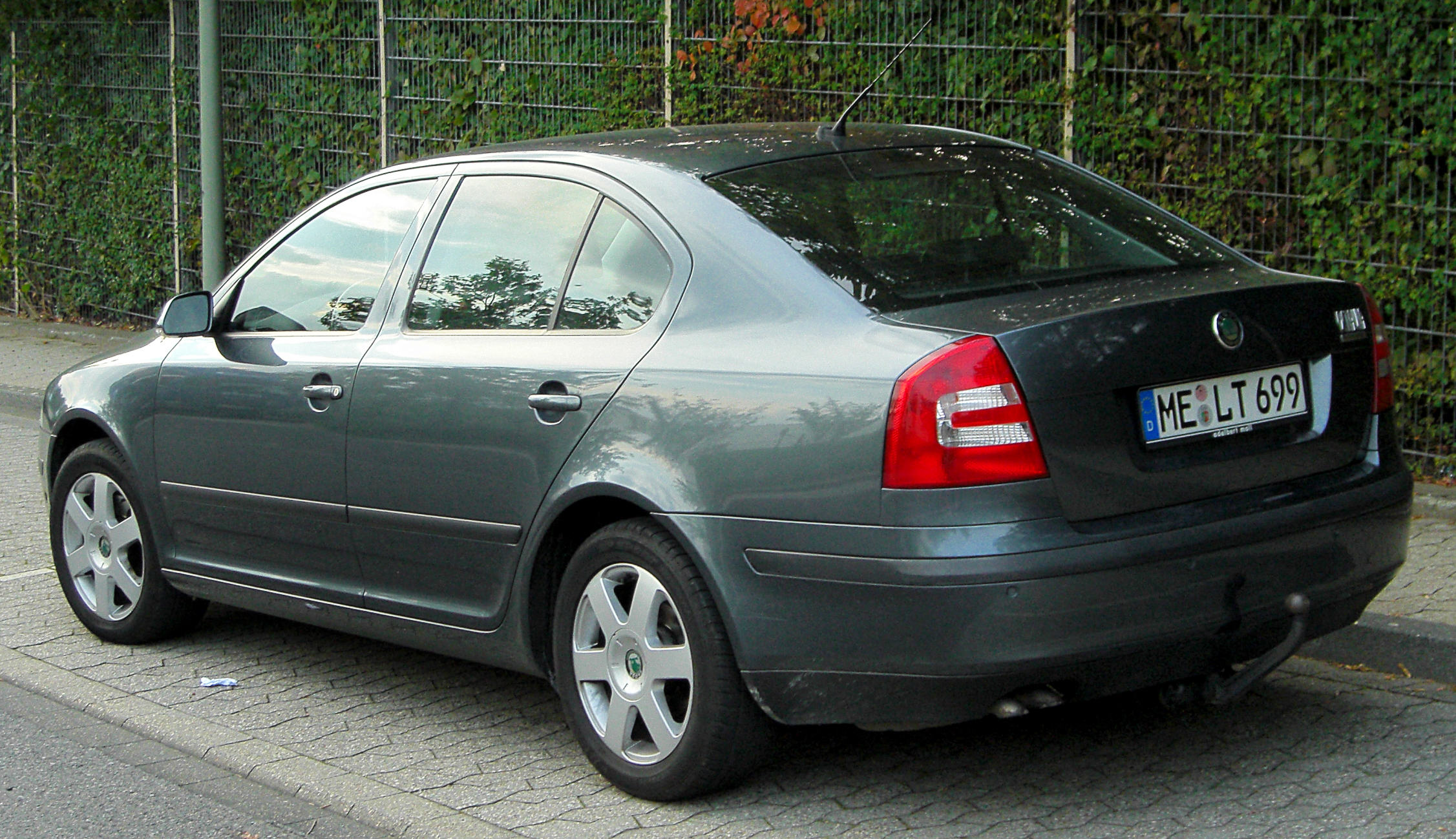
Škoda Octavia II – tył

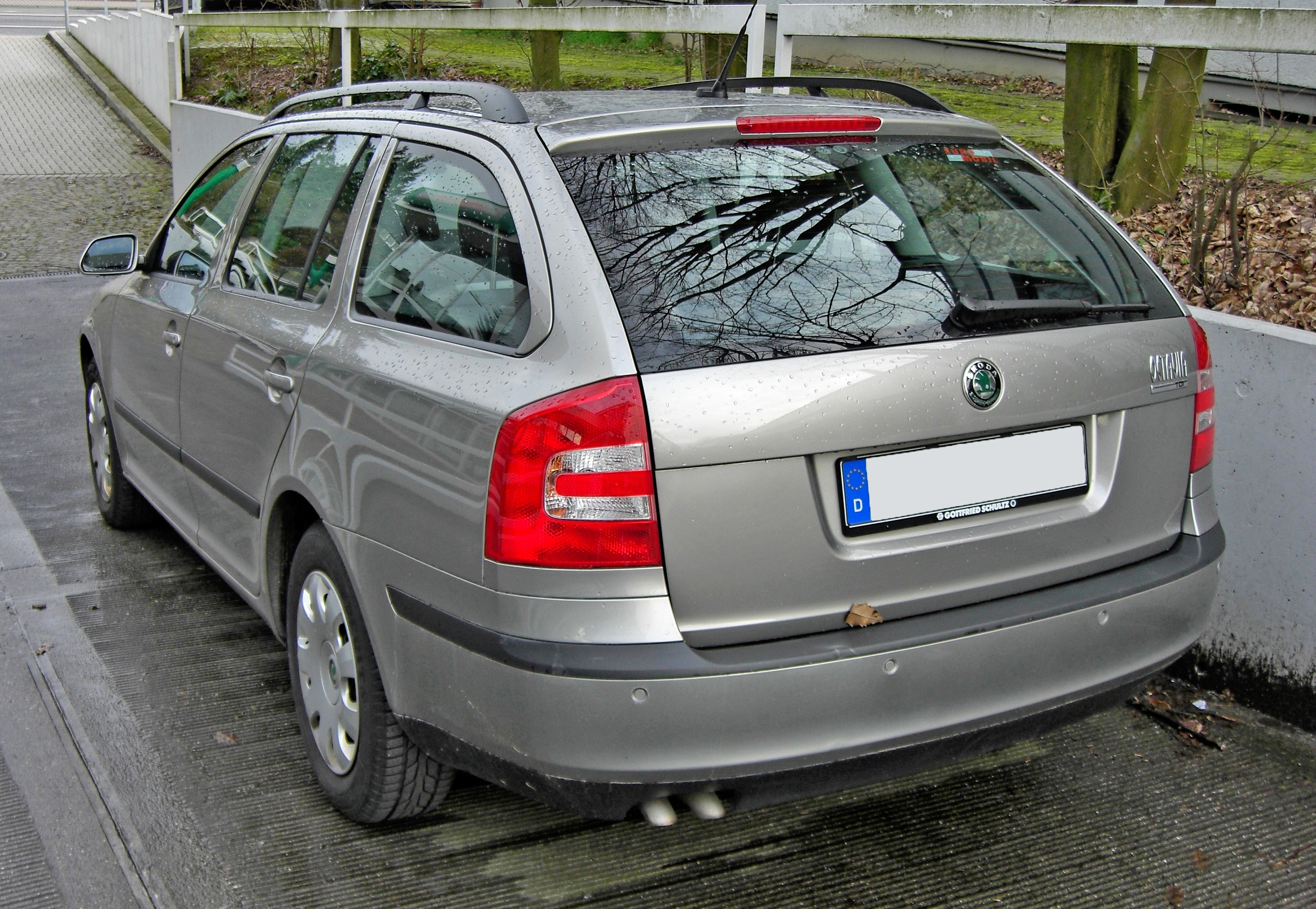
Škoda Octavia II Kombi

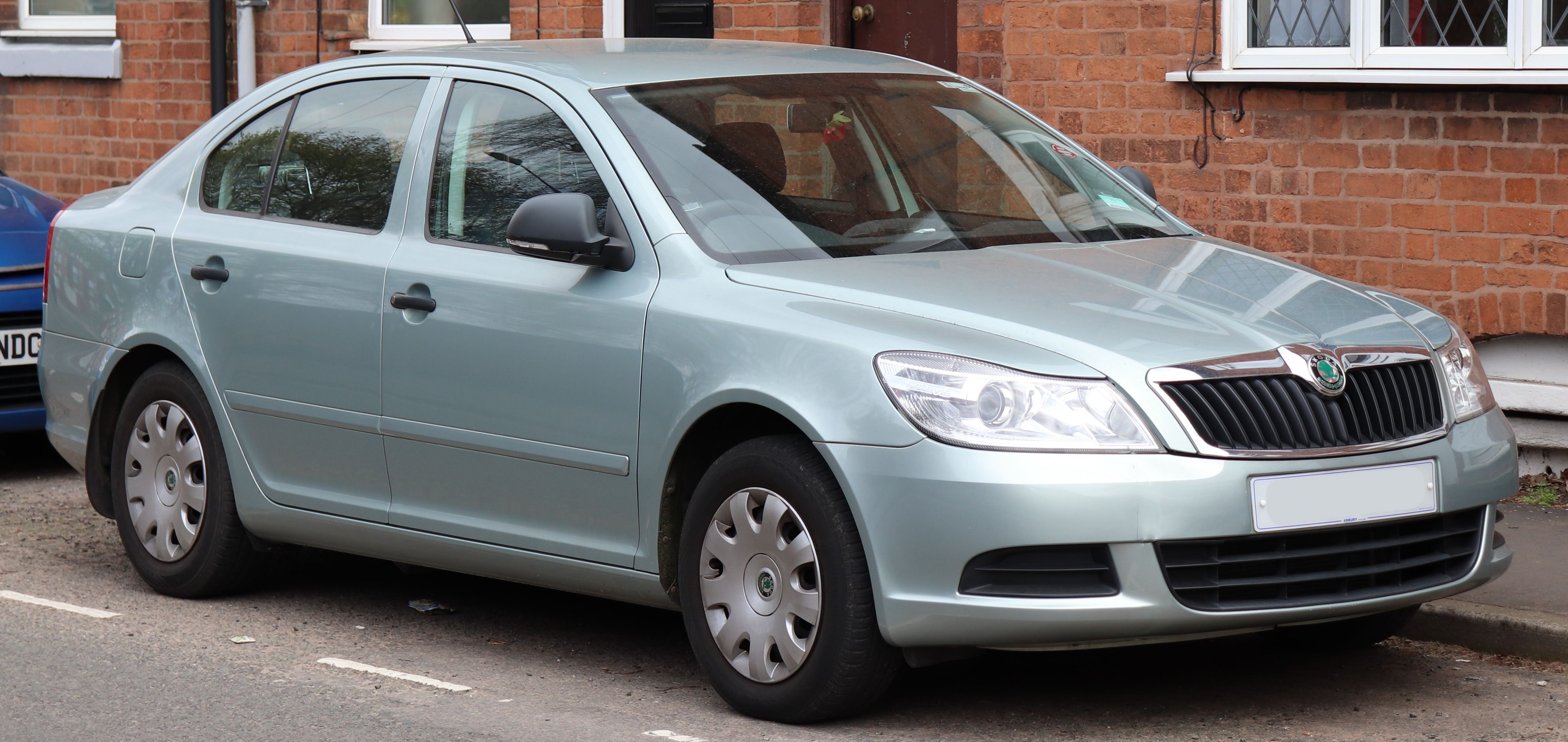
Škoda Octavia II po liftingu

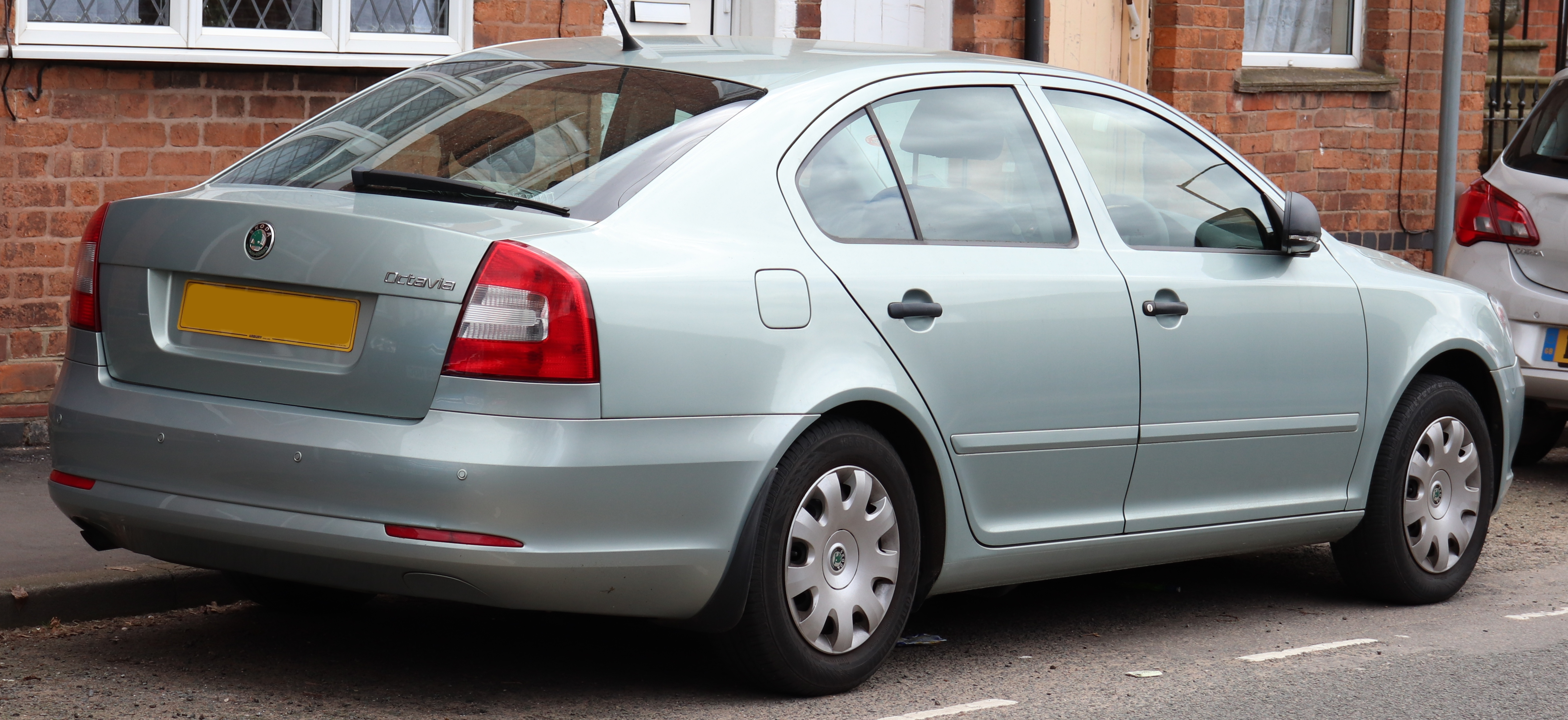
Škoda Octavia II – tył po liftingu

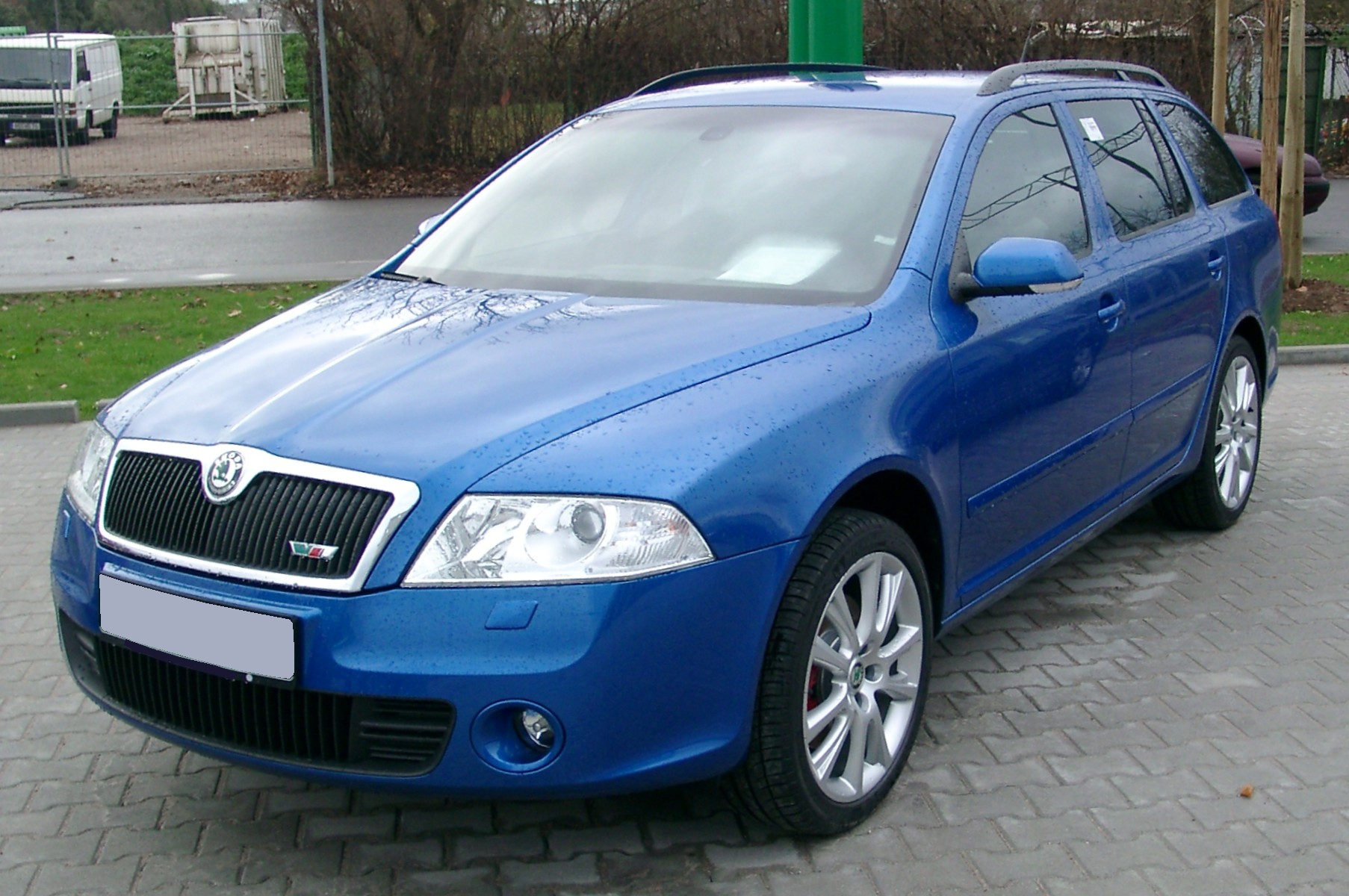
Škoda Octavia II RS

Škoda Octavia II została po raz pierwszy zaprezentowana w 2004 roku.
Samochód został zbudowany na bazie zmodyfikowanej płyty podłogowej VW A5 PQ, która wykorzystana została do budowy m.in. Audi A3, Seata Altea, León oraz Toledo, a także Volkswagena Golfa V, Jetta, Touran oraz Golfa Plus. Początkowo pojazd występował wyłącznie w wersji liftback, do której w 2004 roku dołączyła wersja kombi.
W 2005 roku podczas targów motoryzacyjnych we Frankfurcie zaprezentowano usportowioną odmianę RS, a w 2007 roku uterenowioną wersję Scout, która otrzymała powiększony prześwit, napęd na cztery koła oraz plastikowe nakładki karoserii. W 2005 roku do wyposażenia standardowego pojazdu dodano m.in. czujniki cofania. W 2008 roku auto przeszło face lifting. Zmienione zostały m.in. przednie i tylne reflektory, zderzaki, pokrywa silnika oraz delikatnie przemodelowane zostało wnętrze. Zmieniono w nim m.in. zegary oraz kierownicę.
W ciągu 9 lat wyprodukowano 2 358 400 egzemplarzy tego modelu.

### Scout
Octavia Scout to pierwsza uterenowiona odmiana w historii Škody Octavii, w poprzedniej generacji oferowano tylko napęd 4x4. Samochód wyróżnia się innym wyglądem niż standardowa wersja w skład niego wchodzą plastikowe osłony z przodu i z tyłu. Jest o 10 mm dłuższa i o 15 mm szersza od zwykłej Octavii, a także o 13 mm wyższa. Octavię Scout oferowano tylko z nadwoziem kombi. Napęd 4x4 napędzany jest przez sprzęgło Haldex 4 generacji. Octavia Scout była oferowana z 1.8 TSI oraz 2.0 TDI. Bazowa odmiana kosztowała 100 tysięcy złotych.

### Wersje wyposażeniowe
- Classic
- Mint
- Ambiente
- Elegance
- Laurin&Klement
- Combi 4x4
- Combi 4x4 Adventure
- Edition 100

Standardowe wyposażenie podstawowej wersji Classic pojazdu obejmowało m.in. 4 poduszki powietrzne, system ABS, elektryczne sterowanie szyb przednich, podgrzewanie oraz elektryczne sterowanie lusterek bocznych, zamek centralny, regulowany na wysokość fotel kierowcy, dzielona tylna kanapa oraz od 2005 roku zestaw czujników cofania. Wersja Ambiente wyposażona może być m.in. w światła przeciwmgłowe, klimatyzację, elektrycznie sterowane szyby tylne, sterowany pilotem zamek centralny, komputer pokładowy, regulowane na wysokość siedzenie pasażera, podłokietniki, a w wersji po liftingu także kurtyny boczne. Wersje Elegance dodatkowo wyposażona jest m.in. w skórzaną kierownicę i dźwignię zmiany biegów, alufelgi, radio CD/MP3, a wersja Laurin&Klement standardowo wyposażona jest także m.in. w skórzaną tapicerkę. Opcjonalnie doposażyć można ją było w system nawigacji satelitarnej.

### Silniki
Benzynowe:
| Silnik                 | Pojemność skokowa [cm3] | Moc maks. [KM] ( [kW] ) przy obr./min | Maks. moment obrotowy [Nm] przy obr./min | Układ i liczba cylindrów | Układ rozrządu/ liczba zaworów | Przyspieszenie (s) 0-100 km/h | Prędkość maks. km/h | Spalanie (l/100 km) miasto/trasa/średnio |
| ---------------------- | ----------------------- | ------------------------------------- | ---------------------------------------- | ------------------------ | ------------------------------ | ----------------------------- | ------------------- | ---------------------------------------- |
| 1.2 TSI                | 1197                    | 105 (77)/5000                         | 175/4100                                 | R4                       | DOHC/8                         | 10,6                          | 192                 | 7,2/5,2/5,9 l/100 km                     |
| 1.4 MPI                | 1390                    | 80 (59)/5000                          | 132/3800                                 | R4                       | DOHC/16                        | 14,2                          | 173                 | 9,6/5,6/7,0                              |
| 1.4 TSI                | 1390                    | 122 (90)/5000                         | 200/1500-4000                            | R4                       | DOHC/16                        | 9,7                           | 203                 | 8,8/5,3/6,6                              |
| 1.4 TSI DSG            | 1390                    | 122 (90)/5000                         | 200/1500-4000                            | R4                       | DOHC/16                        | 9,7                           | 202                 | 8,0/5,3/6,3                              |
| 1.6 MPI                | 1595                    | 102 (75)/5600                         | 148/3800                                 | R4                       | OHC/8                          | 12,3                          | 190                 | 10,0/5,8/7,4                             |
| 1.6 MPI Aut.           | 1595                    | 102 (75)/5600                         | 148/3800                                 | R4                       | OHC/8                          | 14,1                          | 184                 | 11,2/6,1/7,9                             |
| 1.6 FSI                | 1598                    | 116 (85)/6000                         | 155/4000                                 | R4                       | DOHC/16                        | 11,2                          | 198                 | 8,7/5,4/6,6                              |
| 1.6 FSI Aut.           | 1598                    | 116 (85)/6000                         | 155/4000                                 | R4                       | DOHC/16                        | 12,4                          | 194                 | 10,6/5,9/7,6                             |
| 1.8 TSI                | 1798                    | 160 (118)/5000-6200                   | 250/1500-4200                            | R4                       | DOHC/16                        | 7,8                           | 203                 | 10,1/5,9/7,4                             |
| 1.8 TSI (fl)           | 1798                    | 160 (118)/4500-6200                   | 250/1500-4500                            | R4                       | DOHC/16                        | 7,8                           | 223                 | 9,6/5,6/7,0                              |
| 1.8 TSI (fl) DSG       | 1798                    | 160 (118)/4500-6200                   | 250/1500-4500                            | R4                       | DOHC/16                        | 7,8                           | 223                 | 9,1/5,4/6,6                              |
| 1.8 TSI 4x4 Combi      | 1798                    | 160 (118)/5000-6200                   | 250/1500-4200                            | R4                       | DOHC/16                        | 7,9                           | 223                 | 10,3/6,2/7,7                             |
| 1.8 TSI (fl) 4x4 Combi | 1798                    | 160 (118)/4500-6200                   | 250/1500-4500                            | R4                       | DOHC/16                        | 7,9                           | 223                 | 10,3/6,2/7,7                             |
| 2.0 FSI Aut.           | 1984                    | 150 (110)/6000                        | 200/3500                                 | R4                       | DOHC/16                        | 10,1                          | 215                 | 11,8/6,3/8,3                             |
| 2.0 FSI 4x4 Combi      | 1984                    | 150 (110)/6000                        | 200/3500                                 | R4                       | DOHC/16                        | 9,7                           | 215                 | 11,8/6,8/8,6                             |
| 2.0 TFSI               | 1984                    | 200 (147)/5100-6000                   | 280/1800-5000                            | R4                       | DOHC/16                        | 7,7                           | 223                 | 10,2/5,9/7,5                             |
| 2.0 TFSI DSG           | 1984                    | 200 (147)/5100-6000                   | 280/1800-5000                            | R4                       | DOHC/16                        | 7,7                           | 223                 | 10,4/6,2/7,7                             |

Wysokoprężne:
| Silnik               | Pojemność skokowa [cm3] | Moc maks. [KM] ( [kW] ) przy obr./min | Maks. moment obrotowy [Nm] przy obr./min | Układ i liczba cylindrów | Układ rozrządu/ liczba zaworów | Przyspie- szenie (s) 0-100 km/h | Prędkość maks. km/h | Spalanie (l/100 km) miasto/trasa/średnio | Oznaczenie silnika    | Rok produkcji                                       |
| -------------------- | ----------------------- | ------------------------------------- | ---------------------------------------- | ------------------------ | ------------------------------ | ------------------------------- | ------------------- | ---------------------------------------- | --------------------- | --------------------------------------------------- |
| 1.6 TDI CR           | 1598                    | 105 (77)/4400                         | 250/1500-2500                            | R4                       | DOHC/16                        | 11.1                            | 191                 | 5,6/4,7/4,2                              | CAYC                  | od 2009                                             |
| 1.9 TDI PD           | 1896                    | 105 (77)/4000                         | 250/1900                                 | R4                       | OHC/8                          | 11,8                            | 192                 | 6,3/4,2/4,9                              | BJB / BKC / BXE / BLS | od 04/2004 do 12/2010                               |
| 1.9 TDI PD DSG       | 1896                    | 105 (77)/4000                         | 250/1900                                 | R4                       | OHC/8                          | 12,2                            | 189                 | 7,7/5,0/5,9                              | BJB / BKC / BXE / BLS | od 04/2004 do 12/2010                               |
| 1.9 TDI PD 4x4 Combi | 1896                    | 105 (77)/4000                         | 250/1900                                 | R4                       | OHC/8                          | 12,9                            | 181                 | 7,7/4,9/5,9                              | BJB / BKC / BXE / BLS | od 04/2004 do 10/2008                               |
| 2.0 TDI PD           | 1968                    | 140 (103)/4000                        | 320/1750-2500                            | R4                       | DOHC/16                        | 9,6                             | 205                 | 7,0/4,7/5,5                              | BKD                   | od 04/2004 do 10/2008                               |
| 2.0 TDI PD DSG       | 1968                    | 140 (103)/4000                        | 320/1750-2500                            | R4                       | DOHC/16                        | (...)                           | 205                 | 7,9/4,9/6,0                              | BKD                   | od 04/2004 do 10/2008                               |
| 2.0 TDI PD 4x4 Combi | 1968                    | 140 (103)/4000                        | 320/1750-2500                            | R4                       | DOHC/16                        | 9,9                             | 195                 | 7,9/5,3/6,3                              | BKD                   | od 04/2004 do 10/2008                               |
| 2.0 TDI PD DPF       | 1968                    | 140 (103)/4000                        | 320/1750-2500                            | R4                       | SOHC/8                         | 9,7                             | 208                 | 7,2/4,9/5,7                              | BMM                   | od 09/2005 do 05/2010 (zastąpiony przez 2.0 TDI CR) |
| 2.0 TDI PD DPF       | 1968                    | 170 (125)/4200                        | 350/1750-2750                            | R4                       | DOHC/16                        | 8,3                             | 211                 | 7,7/4,6/5,7                              | BMN                   | od 08/2006 do 04/2008                               |
| 2.0 TDI CR DSG       | 1968                    | 140 (103)/4200                        | 320/1750-2750                            | R4                       | DOHC/16                        | 10,2                            | 187                 | 7,5/5,5/6,3                              | CFHC                  | od 02/2010 do 05/2013                               |
| 2.0 TDI CR DPF       | 1968                    | 170 (125)/4200                        | 350/1750-2500                            | R4                       | DOHC/16                        | 8,4                             | 211                 | 7,7/4,6/5,7                              | CEGA                  | od 04/2008 do 02/2013                               |
| 2.0 TDI CR DPF DSG   | 1968                    | 170 (125)/4200                        | 350/1750-2500                            | R4                       | DOHC/16                        | 8,4                             | 211                 | 7,9/4,9/6,0                              | CEGA                  | od 04/2008 do 02/2013                               |

## Trzecia generacja

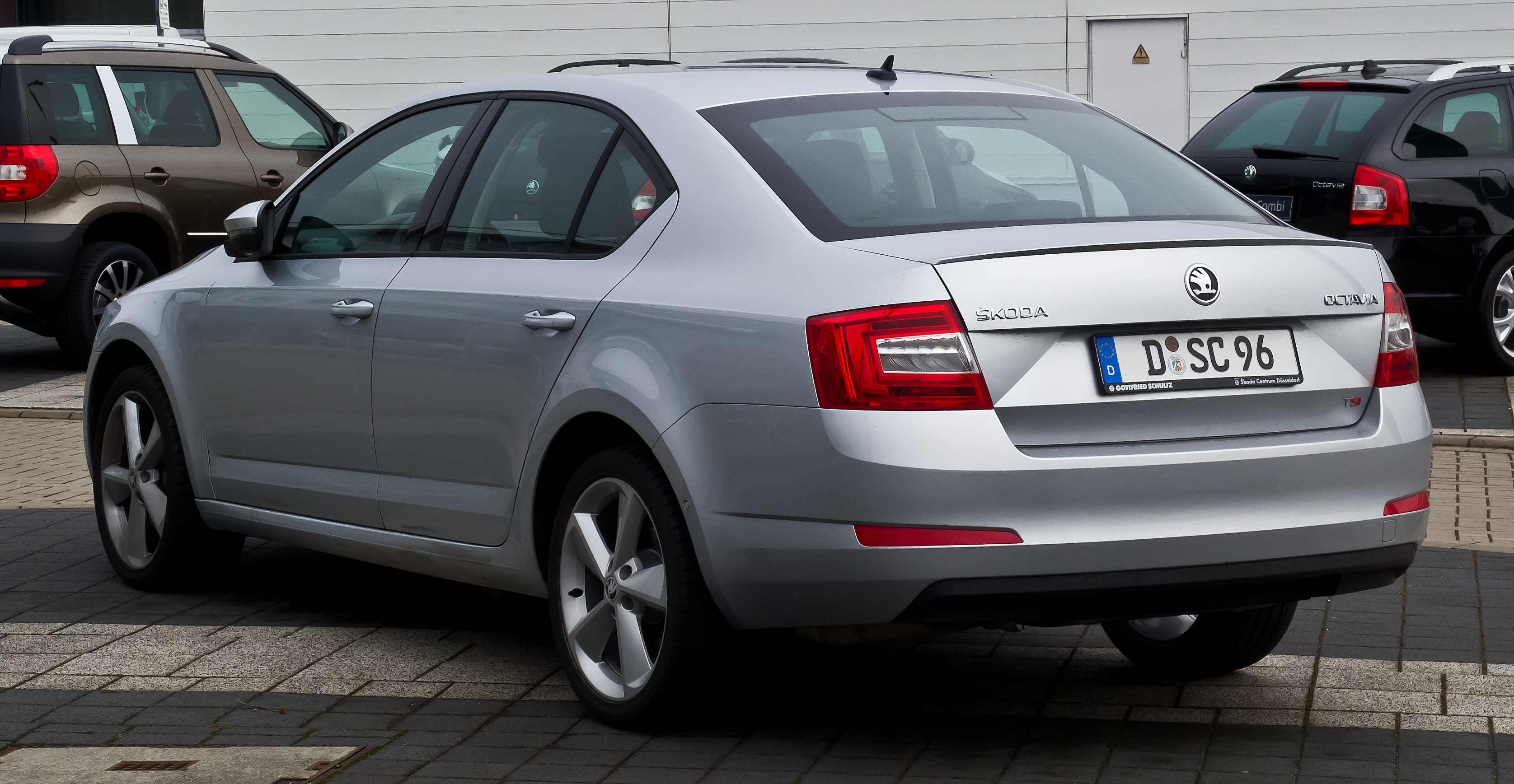
Škoda Octavia III – tył

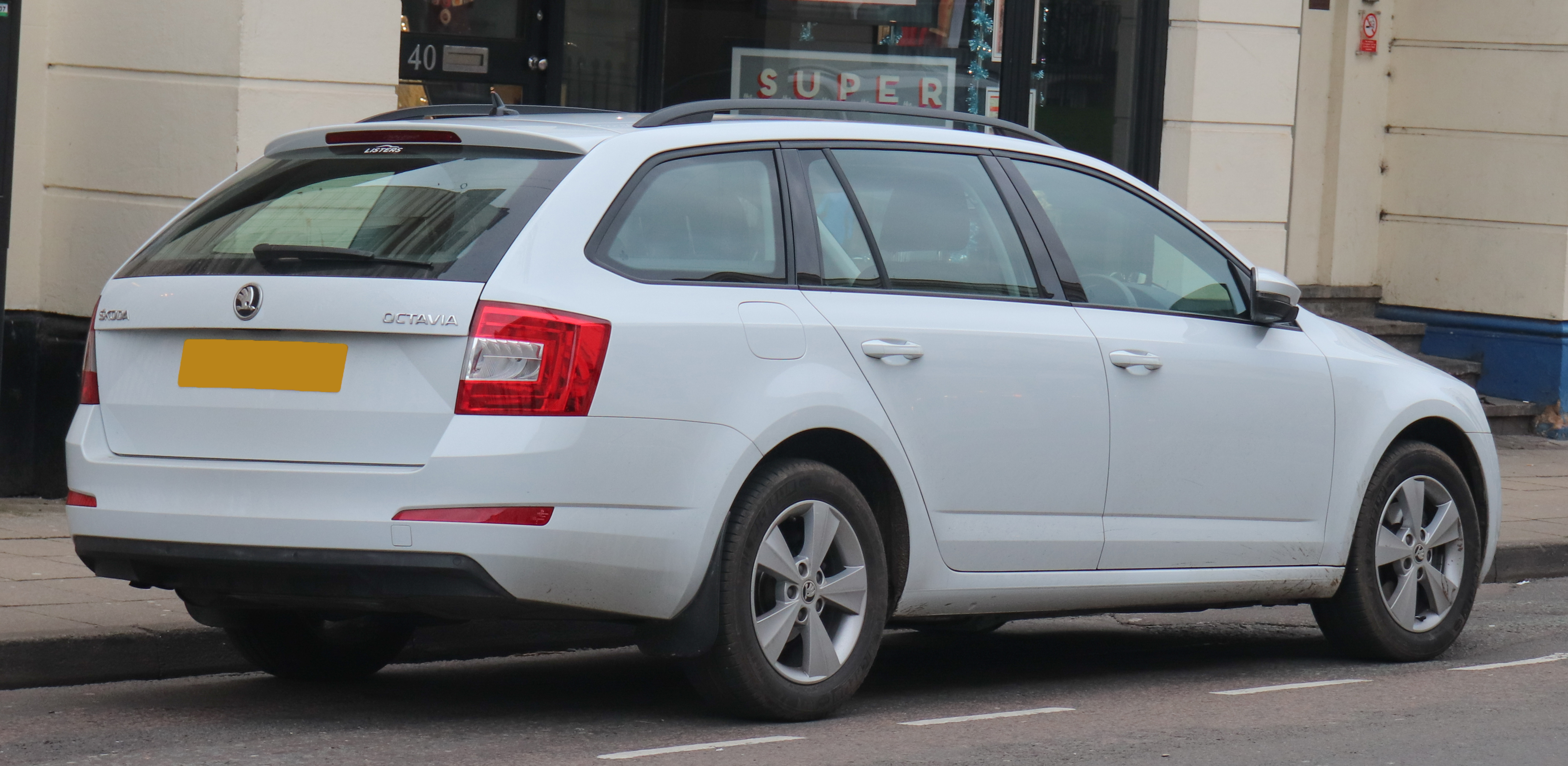
Škoda Octavia III Kombi

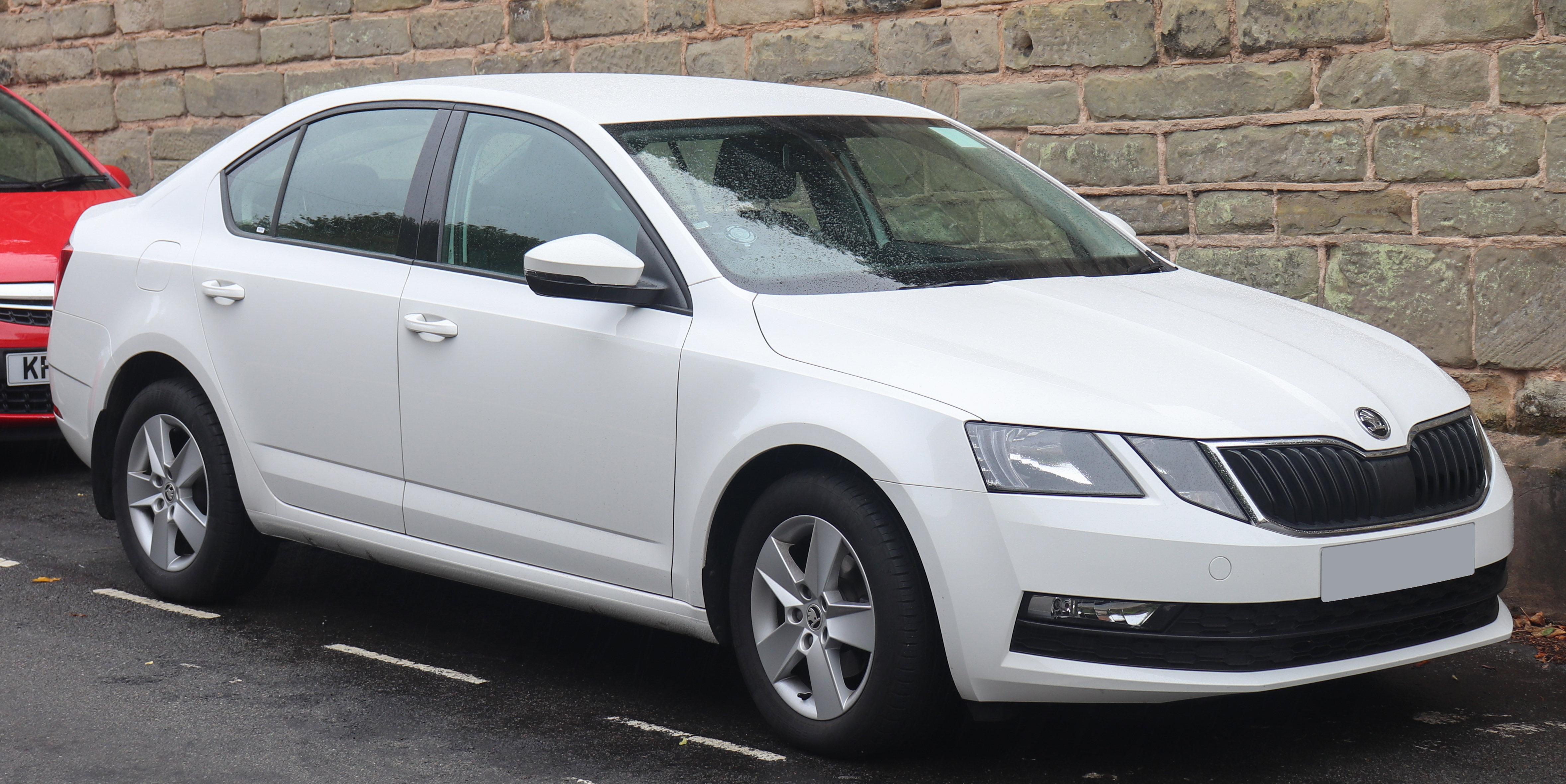
Škoda Octavia III po liftingu

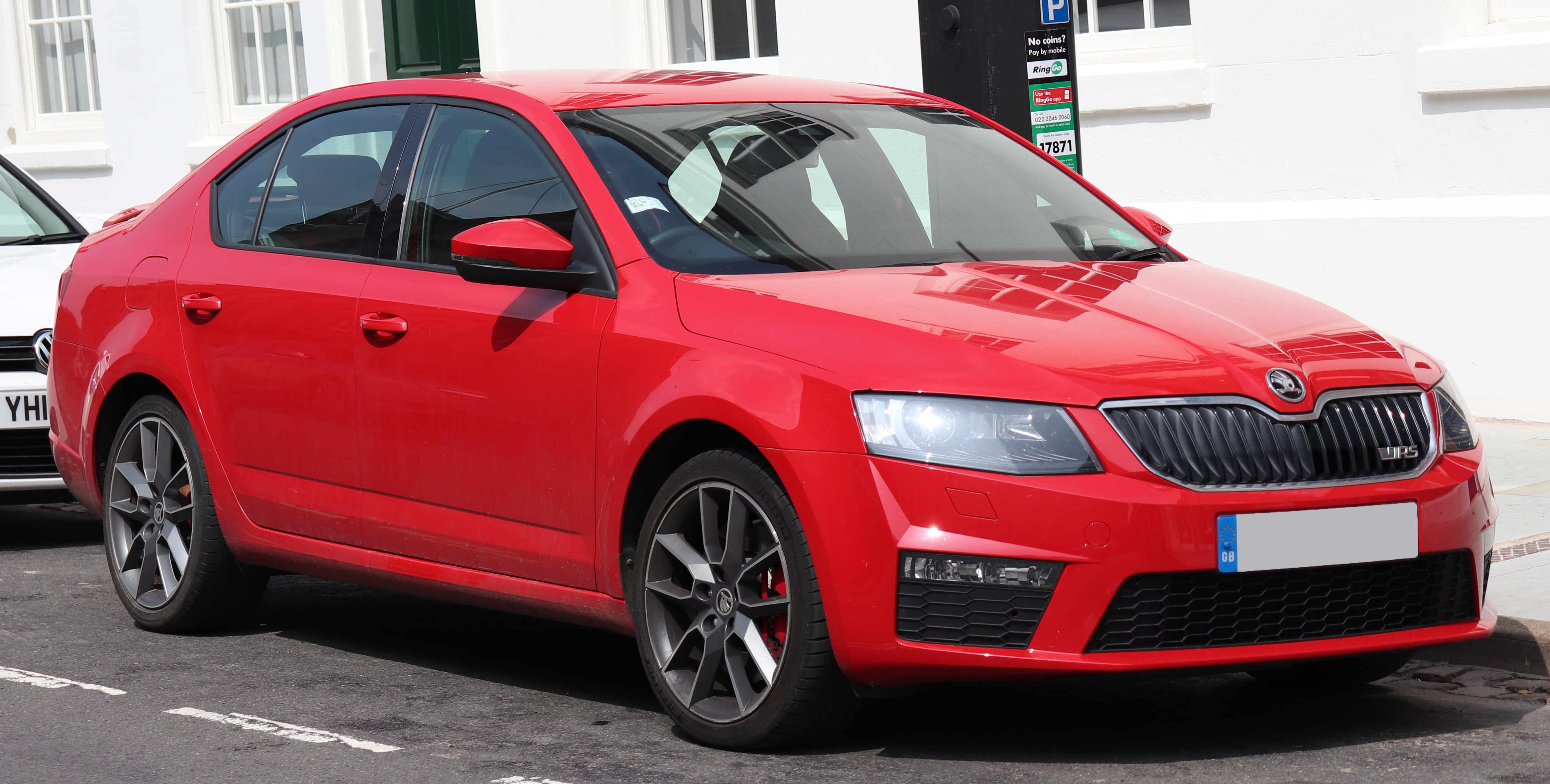
Škoda Octavia III RS

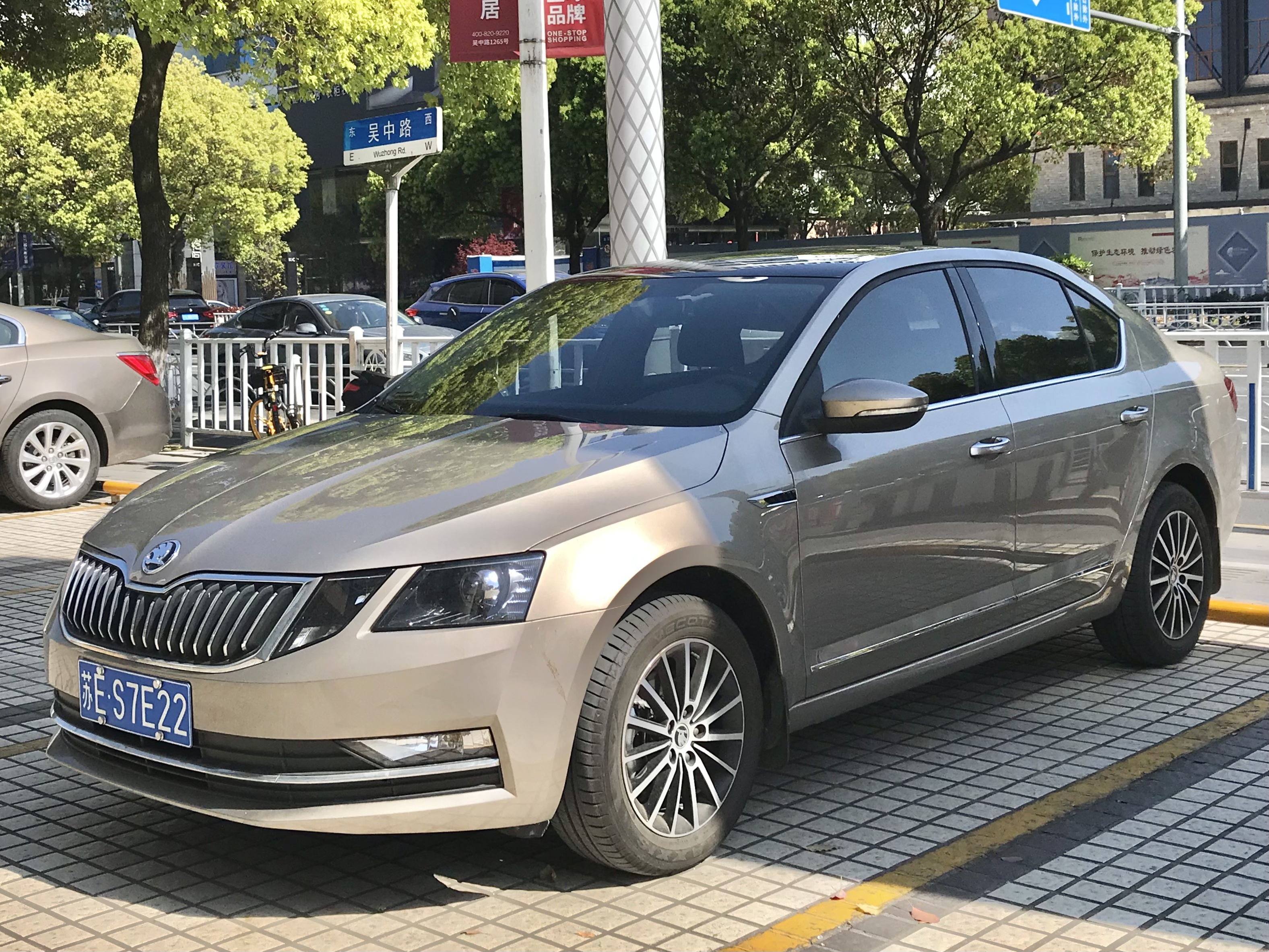
chińska Škoda Octavia III po liftingu

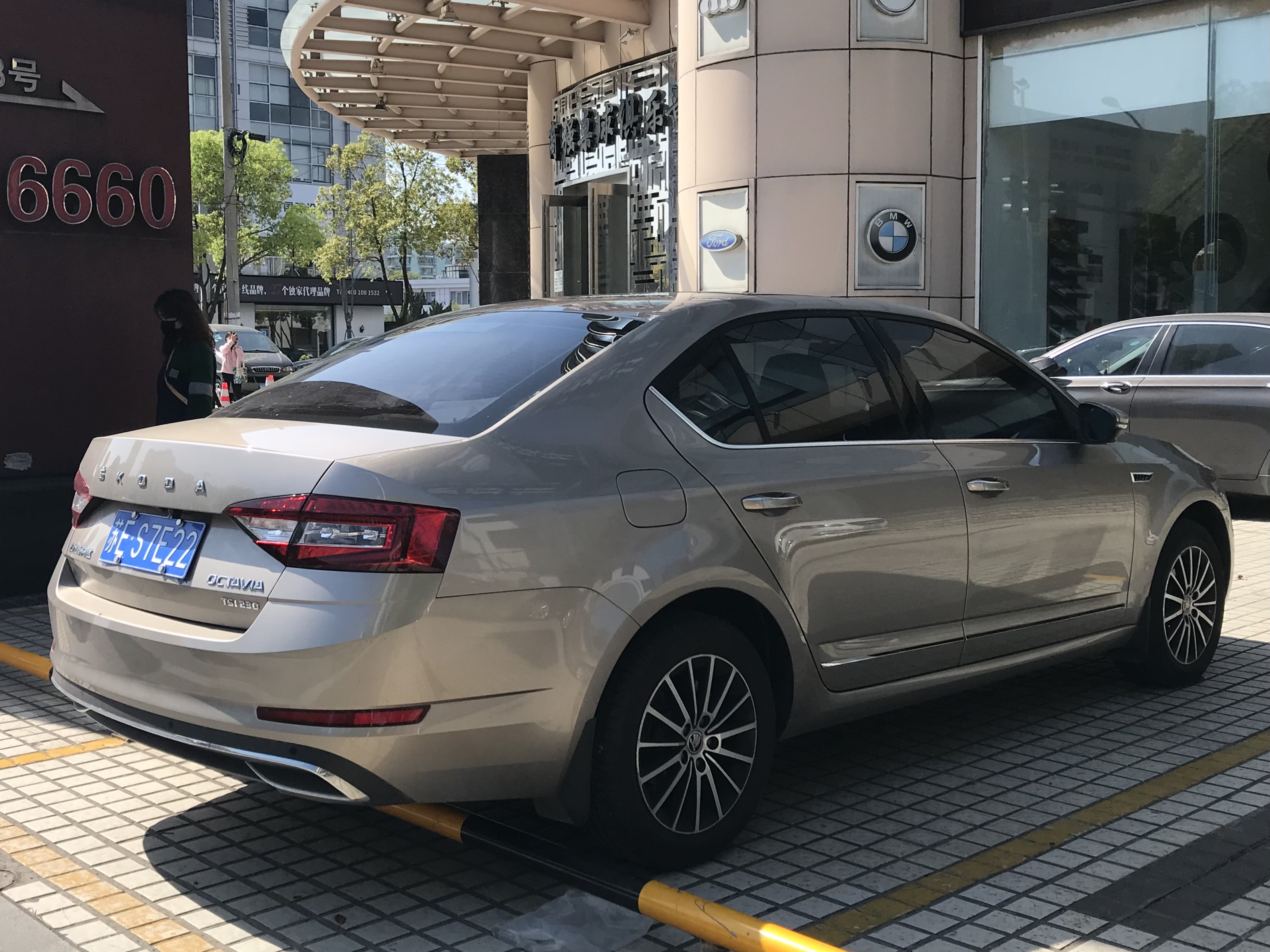
chińska Škoda Octavia III - tył po liftingu

Škoda Octavia III została po raz pierwszy oficjalnie zaprezentowana podczas konferencji prasowej 11 grudnia 2012 roku w Muzeum Škody w Mladá Boleslav. Produkcję seryjną pojazdu rozpoczęto 17 grudnia 2012 roku.
Samochód został zbudowany na bazie płyty podłogowej MQB wykorzystanej do budowy m.in. Audi A3, Seata Leóna, Volkswagen Jetta oraz Golfa VII. W 2013 roku podczas targów motoryzacyjnych w Genewie zaprezentowana została wersja kombi pojazdu, a także wersja z napędem na cztery koła.
10 lipca 2013 roku podczas Festiwalu Szybkości w Goodwood zaprezentowana została usportowiona wersja RS. Pojazd napędzany może być silnikiem benzynowym 2.0 TSI o mocy 220 KM lub silnikiem wysokoprężnym 2.0 TDI o mocy 184 KM. Samochód charakteryzuje się niżej zawieszonym nadwoziem, zmienionym zderzakiem przednim z innymi wlotami powietrza, dyfuzorem umieszczonym pod tylnym zderzakiem oraz tylnym spojlerem.
W 2014 roku podczas targów motoryzacyjnych w Genewie zaprezentowana została uterenowiona odmiana Scout, która wyróżnia się plastikowymi zderzakami oraz nakładkami na nadkola oraz progi, a także podniesionym prześwitem. Standardowo auto wyposażone zostało w napęd na cztery koła oparty na układzie Haldex piątej generacji. Przy okazji zaprezentowana została wersja G-TEC zasilana gazem ziemnym wyposażona w benzynowy silnik 1.4 TGI o mocy 110 KM.
W 2015 roku podczas targów motoryzacyjnych w Genewie zaprezentowano wersję RS 230, która w stosunku do zwykłej wersji RS otrzymała zwiększoną o 10 KM moc silnika. W przeciwieństwie do podstawowej wersji RS auto otrzymało pakiet stylistyczny Black składający się z czarnych listew wokół okien, polakierowaną na czarno ramką atrapy chłodnicy, czarnymi obudowami lusterek zewnętrznych, a także 19-calowymi alufelgami. Dla polepszenia trakcji, auto standardowo wyposażone jest w mechaniczną blokadę mechanizmu różnicowego przedniej osi.
W połowie 2016 roku zaprezentowano na rok modelowy 2017 wersję napędzaną trzycylindrowym silnikiem benzynowym o pojemności 1 l (1.0 TSI) o mocy 115 KM, który zastąpił silnik 1.2 TSI. Przy okazji na listę wyposażenia opcjonalnego dopisano adaptacyjne zawieszenie oraz bezprzewodową ładowarkę do smartfonów.

### Scout
Jak w poprzedniej generacji znajdują się plastikowe poszerzenia, które wyróżniają Octavię od innych wersji. Napęd 4x4 (standard) jest napędzany przez sprzęgło Haldex 5 generacji. Jej odpowiednik spod znaku VW, czyli Volkswagen Golf Alltrack również używa napędu 4x4 napędzanym przez Haldex. Ma też 17-centymetrowy prześwit. Jest on większy od zwykłej Octavii o 30 mm. Występują dwa silniki, 2.0 TDI oraz 1.8 TSI, ten pierwszy występuje z ręczną skrzynią biegów oraz DSG, a ten drugi tylko z automatem. Cena od 134 500 zł.

### Lifting
W październiku 2016 roku samochód przeszedł face lifting. Zmienione został m.in. przednie reflektory, które od teraz są dwuczęściowe, na wzór tych zastosowanych w modelu Kodiaq, które mogą być opcjonalnie wyposażone w pełni w technologię Full LED. Delikatnie zmieniona została atrapa chłodnicy, a także światła przeciwmgłowe. Z tyłu pojazdu zmienione zostało wnętrze reflektorów oraz kształt tylnego zderzaka. Przy okazji liftingu, wprowadzony został dla topowych wersji pojazdu nowy 9,2-calowy ekran dotykowy, a także łącze internetowe LTE z WiFi, system Trailer Assist wspomagający kierowcę podczas manewrowania z przyczepą oraz system monitorowania martwego pola z funkcją ostrzegania o ruchu poprzecznym podczas cofania.

### Wersje wyposażeniowe
- Active
- Ambition
- Edition
- Joy
- Elegance
- Style
- Laurin & Klement

Standardowe wyposażenie podstawowej wersji Active obejmuje m.in. 7 poduszek powietrznych, system ABS i ESP, klimatyzację, elektryczne sterowanie szyb przednich, podgrzewanie oraz elektryczne sterowanie lusterek, radioodtwarzacz oraz komputer pokładowy, a także światła do jazdy dziennej. Wersja Ambition dodatkowo wyposażona jest także m.in. w elektrycznie sterowane tylne szyby, radio CD/MP3, skórzaną wielofunkcyjną kierownicę, 16-calowe alufelgi, światła przeciwmgłowe oraz czujniki cofania. Wersja Elegance dodatkowo wyposażona jest m.in. w dwustrefową automatyczną klimatyzację, czujniki parkowania, czujniki deszczu, spryskiwacze reflektorów, elektrycznie składane lusterka, radio z 5,8-calowym ekranem dotykowym oraz 17-calowe alufelgi. Wersja Laurin&Klement dodatkowo wyposażona jest m.in. w fotochromatyczne podgrzewane, składane i elektrycznie regulowane lusterka zewnętrzne z pamięcią ustawień i podświetleniem wokół drzwi, fotochromatyczne lusterko wsteczne, 10-głośnikowy system audio z 5,8-calowym ekranem dotykowym, radiem CD/MP3, a także wejściami AUX i USB, a także brązową tapicerką łączącą Alcantarę z ekologiczną skórą, reflektory ksenonowe z funkcją dynamicznego doświetlania zakrętów, tylne światła wykonane w technologii LED, 18-calowe alufelgi oraz chromowane wykończenia atrapy chłodnicy oraz listew bocznych okien. Wersja RS standardowo wyposażona jest m.in. w reflektory biksenonowe, światła do jazdy dziennej wykonane w technologii LED, skórzaną tapicerkę oraz 17-calowe alufelgi. Opcjonalnie pojazd wyposażony może być także m.in. w 18- lub 19-calowe alufelgi.
Auto opcjonalnie doposażyć można także m.in. w aktywny tempomat, system monitorowania odległości od poprzedzającego pojazdu, asystenta zmiany toru jazdy, system monitorujący aktywność kierowcy oraz bezkluczykowy dostęp do auta, podgrzewaną przednią szybę, system nawigacji satelitarnej z mapą Europy, systemem DVD, łącznością Apple i kolorowym 8-calowym wyświetlaczem oraz podgrzewane przednie fotele.

### Silniki
- Benzynowe:

| Silnik          | Pojemność skokowa [cm3] | Moc maksymalna [KM] ( [kW] ) przy obr./min | Maks. moment obrotowy [Nm] przy obr./min | Układ i liczba cylindrów | Układ rozrządu/ liczba zaworów | Przyspieszenie (s) 0-100 km/h | Prędkość maksymalna km/h | Spalanie (l/100 km) miasto/trasa/średnio |
| --------------- | ----------------------- | ------------------------------------------ | ---------------------------------------- | ------------------------ | ------------------------------ | ----------------------------- | ------------------------ | ---------------------------------------- |
| 1.0 TSI         | 999                     | 115                                        | 200                                      | R3                       | DOHC/12                        | 9,9                           | 202                      | 5,9                                      |
| 1.2 TSI         | 1197                    | 86 (63)/4300                               | 160/1400-3500                            | R4                       | DOHC/16                        | 12,0                          | 181                      | 6,5/4,4/5,2                              |
| 1.2 TSI         | 1197                    | 105 (77)/4500                              | 175/1400-4000                            | R4                       | DOHC/16                        | 10,3                          | 196                      | 5,9/4,4/4,9                              |
| 1.2 TSI         | 1197                    | 110 (81)/4600                              | 175/1400-4000                            | R4                       | DOHC/16                        | 10,2                          | 199                      | 6,1/4,2/4,9                              |
| 1.4 TSI         | 1395                    | 140 (103)/4500                             | 250/1500-3500                            | R4                       | DOHC/16                        | 8,4                           | 215                      | 6,5/4,6/5,3                              |
| 1.4 TSI Aut.    | 1395                    | 140 (103)/4500                             | 250/1500-3500                            | R4                       | DOHC/16                        | 8,5                           | 215                      | 6,5/4,9/5,4                              |
| 1.4 TSI         | 1395                    | 150 (110)/4500                             | 250/1500-3500                            | R4                       | DOHC/16                        | 8.3                           | 220                      | 6.5/4.6/5.3                              |
| 1.4 TSI Aut.    | 1395                    | 150(110)/4500                              | 250/1500-3500                            | R4                       | DOHC/16                        | 8.2                           | 215                      | 6.5/4.9/5.4                              |
| 1.5 TSI ACT     | 1498                    | 150 (110)/5000–6000                        | 250/1500–3500                            | R4                       | DOHC/16                        | 8,2–8,4 [8,3–8,4]             | 214–223                  | 4,9–5,1 [5,0–5,1]                        |
| 1.6 MPI         | 1595                    | 110 (81)/b. d.                             | b. d.                                    | R4                       | b. d.                          | b. d.                         | b. d.                    | b. d.                                    |
| 1.8 TSI         | 1798                    | 180 (132)/5100                             | 250/1250-5000                            | R4                       | DOHC/16                        | 7,3                           | 231                      | 7,1/4,8/5,7                              |
| 1.8 TSI Aut.    | 1798                    | 180 (132)/5100                             | 250/1250-5000                            | R4                       | DOHC/16                        | 7,4                           | 231                      | 7,8/5,1/6,1                              |
| 2.0 TSI RS      | 1984                    | 220 (162)/4500                             | 350/1500-4400                            | R4                       | DOHC/16                        | 6,8                           | 248                      | 7,7/5,3/6,2                              |
| 2.0 TSI RS      | 1984                    | 230 (169)/4700                             | 350/1500-4600                            | R4                       | DOHC/16                        | 6,7                           | 250                      | 7,7/5,3/6,2                              |
| 2.0 TSI RS Aut. | 1984                    | 220 (162)/4500                             | 350/1500-4400                            | R4                       | DOHC/16                        | 6,9                           | 248                      | 7,9/5,6/6,4                              |

Wysokoprężne:
| Silnik          | Pojemność skokowa [cm3] | Moc maksymalna [KM] ( [kW] ) przy obr./min | Maks. moment obrotowy [Nm] przy obr./min | Układ i liczba cylindrów | Układ rozrządu/ liczba zaworów | Przyspieszenie (s) 0-100 km/h | Prędkość maksymalna km/h | Spalanie (l/100 km) miasto/trasa/średnio |
| --------------- | ----------------------- | ------------------------------------------ | ---------------------------------------- | ------------------------ | ------------------------------ | ----------------------------- | ------------------------ | ---------------------------------------- |
| 1.6 TDI         | 1598                    | 90 (66)/2750                               | 240/1400-2700                            | R4                       | DOHC/16                        | 12,2                          | 186                      | 5,2/3,5/4,1                              |
| 1.6 TDI         | 1598                    | 105 (77)/3000                              | 250/1500-2750                            | R4                       | DOHC/16                        | 10,8                          | 194                      | 4,6/3,3/3,8                              |
| 1.6 TDI Aut.    | 1598                    | 105 (77)/3000                              | 250/1500-2750                            | R4                       | DOHC/16                        | 10,9                          | 194                      | 4,6/3,5/3,9                              |
| 2.0 TDI         | 1968                    | 150 (110)/3500                             | 320/1750-3000                            | R4                       | DOHC/16                        | 8,5                           | 218                      | 5,0/3,6/4,1                              |
| 2.0 TDI Aut.    | 1968                    | 150 (110)/3500                             | 320/1750-3000                            | R4                       | DOHC/16                        | 8,6                           | 218                      | 5,4/4,1/4,5                              |
| 2.0 TDI RS      | 1968                    | 184 (135)/3000                             | 380/1750-2500                            | R4                       | DOHC/16                        | 8,1                           | 232                      | 5,7/3,9/4,6                              |
| 2.0 TDI RS Aut. | 1968                    | 184 (135)/3000                             | 380/1750-2500                            | R4                       | DOHC/16                        | 8,1                           | 232                      | 5,9/4,3/5,0                              |

CNG:
| Silnik    | Pojemność skokowa [cm3] | Moc maksymalna [KM] ( [kW] ) przy obr./min | Maks. moment obrotowy [Nm] przy obr./min | Układ i liczba cylindrów | Układ rozrządu/ liczba zaworów | Przyspieszenie (s) 0-100 km/h | Prędkość maksymalna km/h | Spalanie (m3/100 km) miasto/trasa/średnio |
| --------- | ----------------------- | ------------------------------------------ | ---------------------------------------- | ------------------------ | ------------------------------ | ----------------------------- | ------------------------ | ----------------------------------------- |
| 1.4 G-TEC | 1390                    | 110 (81)/4800                              | 200/1500-3500                            | R4                       | DOHC/16                        | 10,7                          | 194                      | 6,2/4,0/4,8                               |

## Czwarta generacja

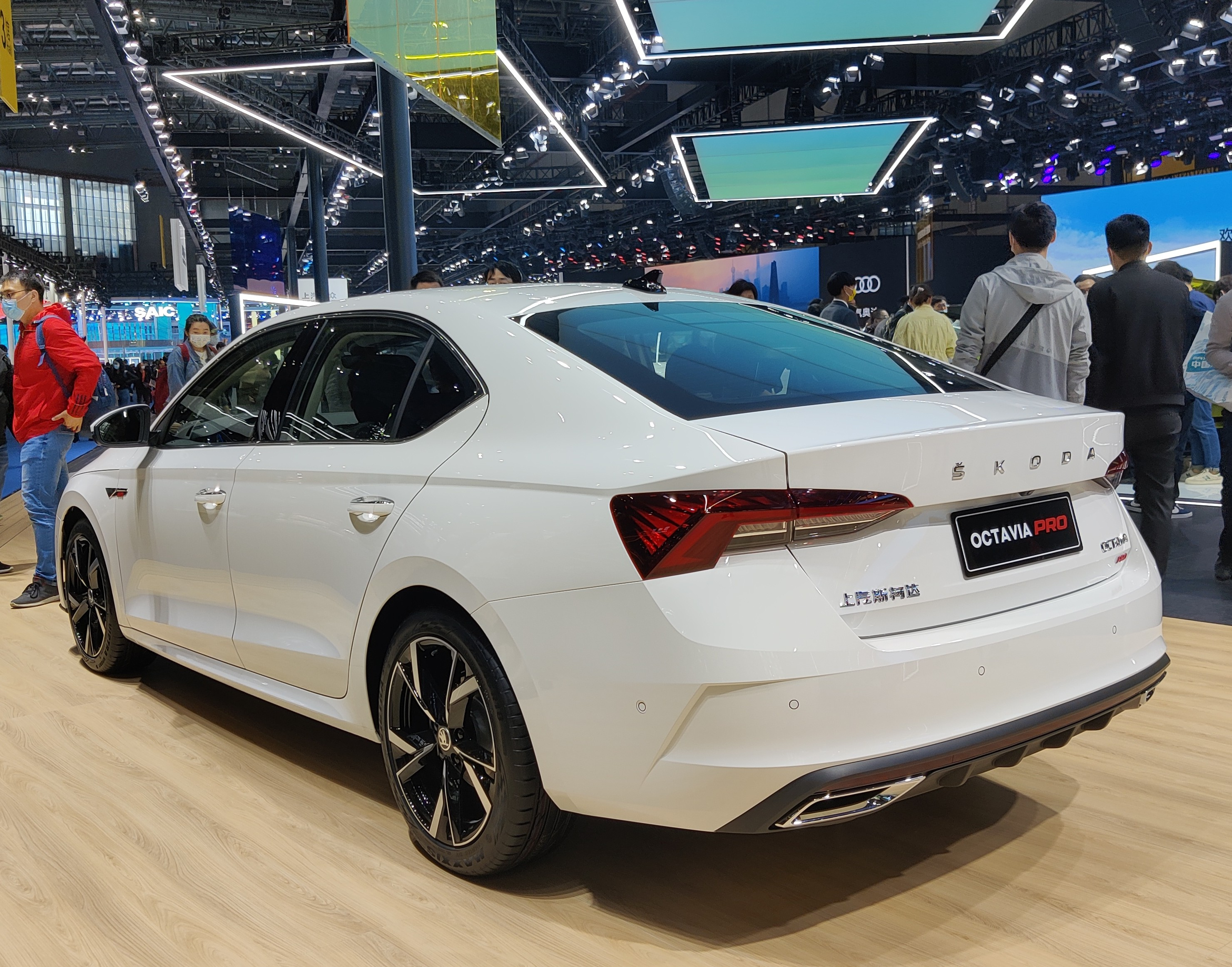
chińska Škoda Octavia Pro – tył

Škoda Octavia IV została po raz pierwszy zaprezentowana w 2019 roku.

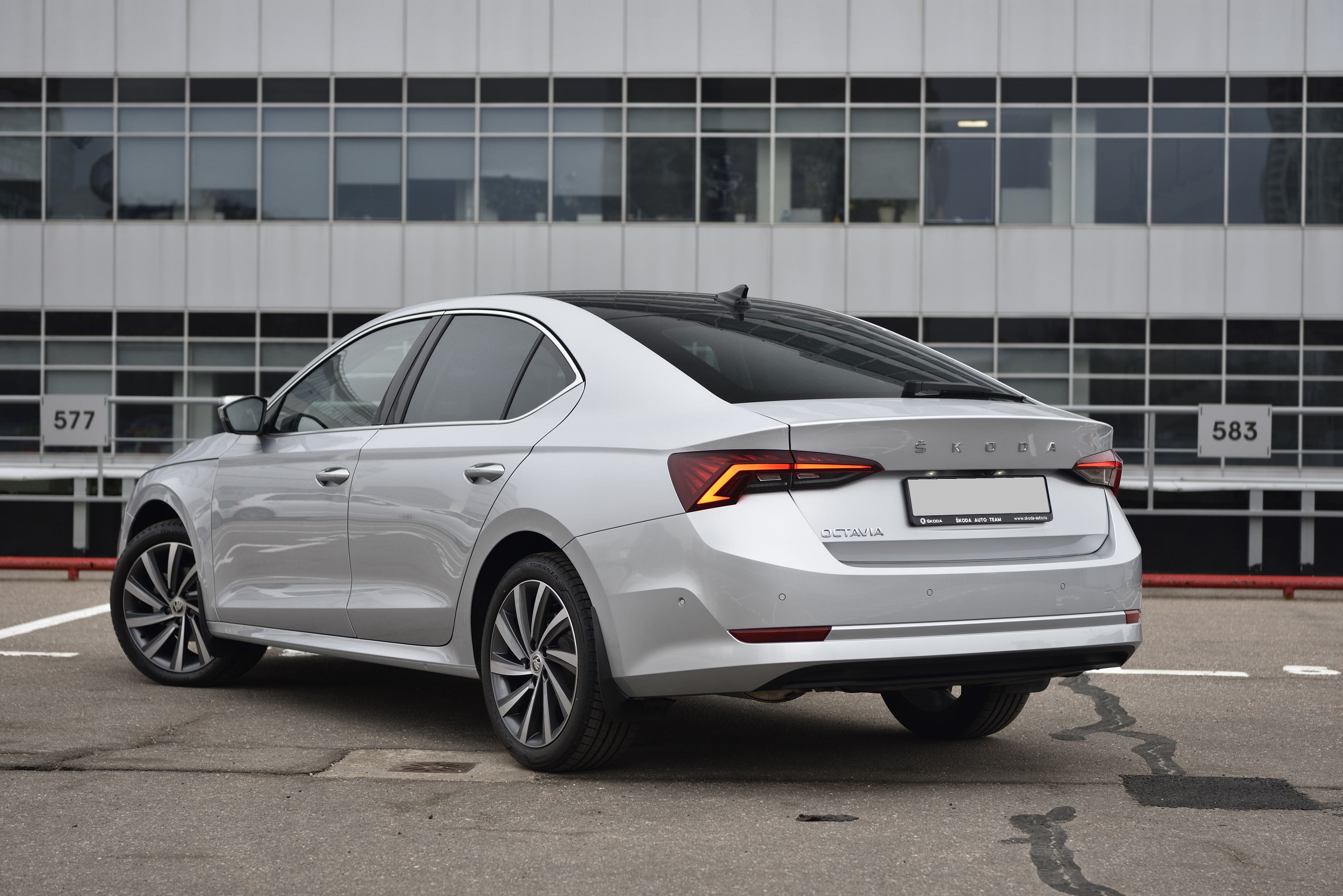
Škoda Octavia IV – tył

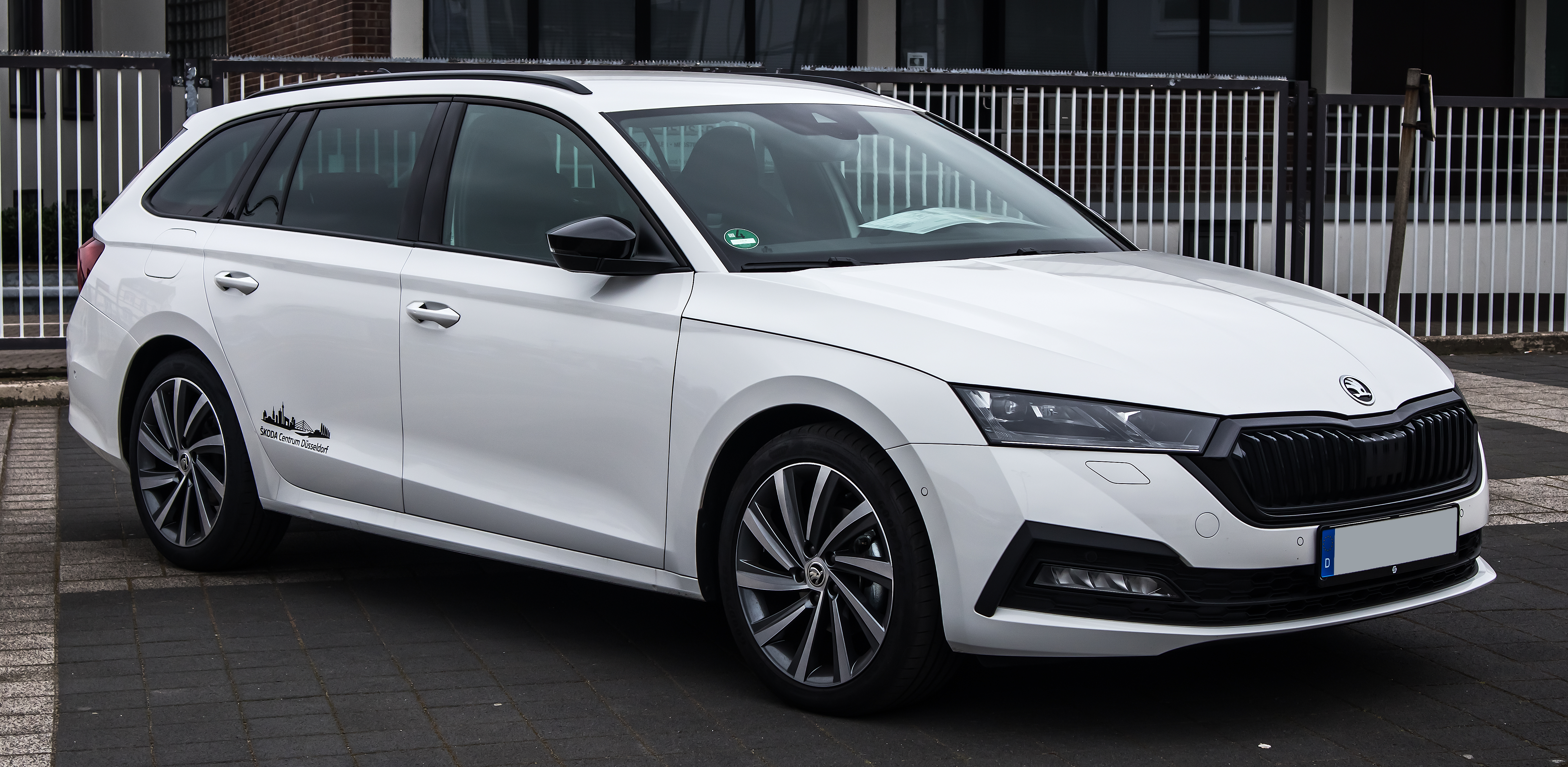
Škoda Octavia IV Combi Dynamic

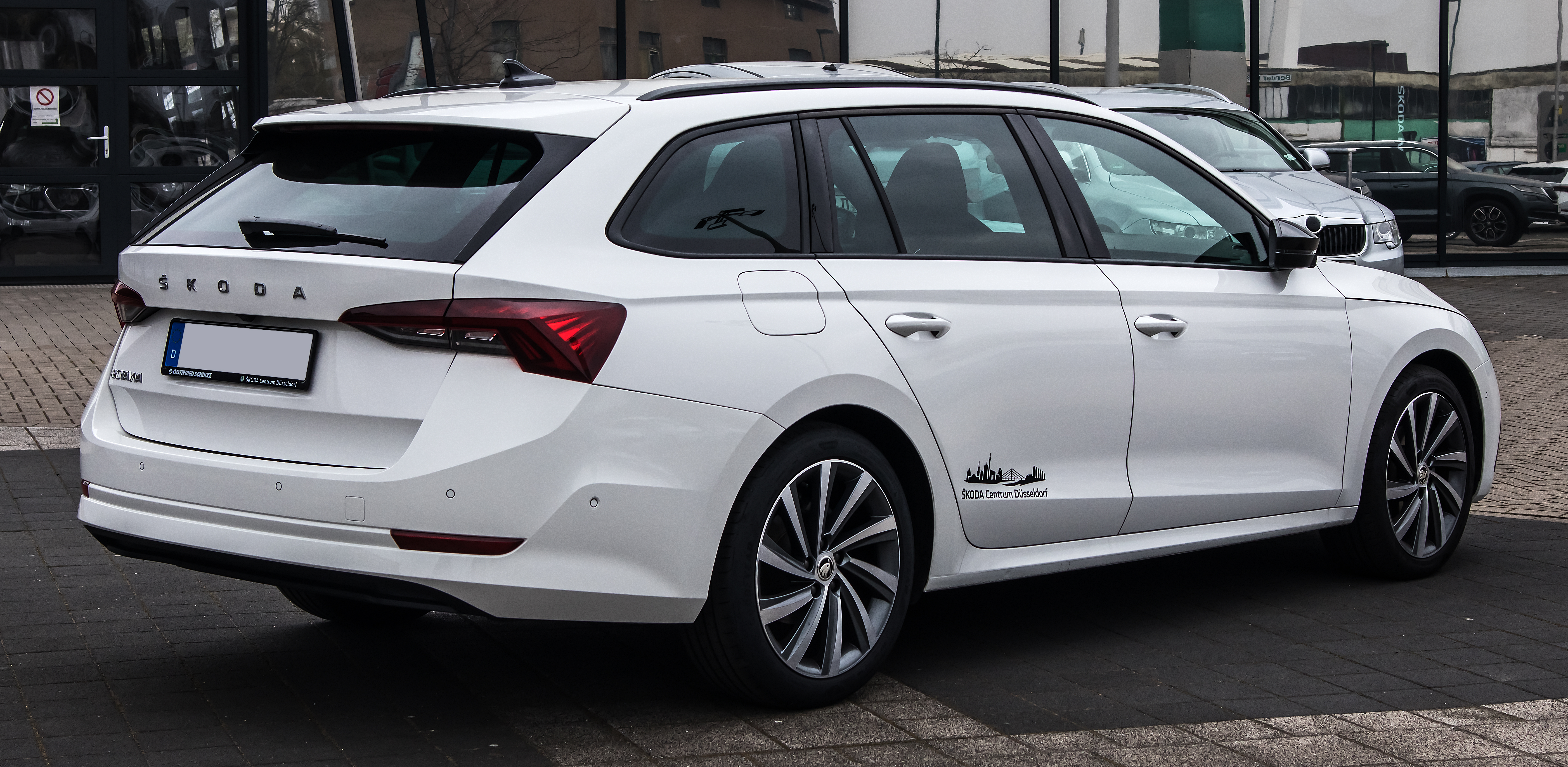
Škoda Octavia IV Combi Dynamic – tył

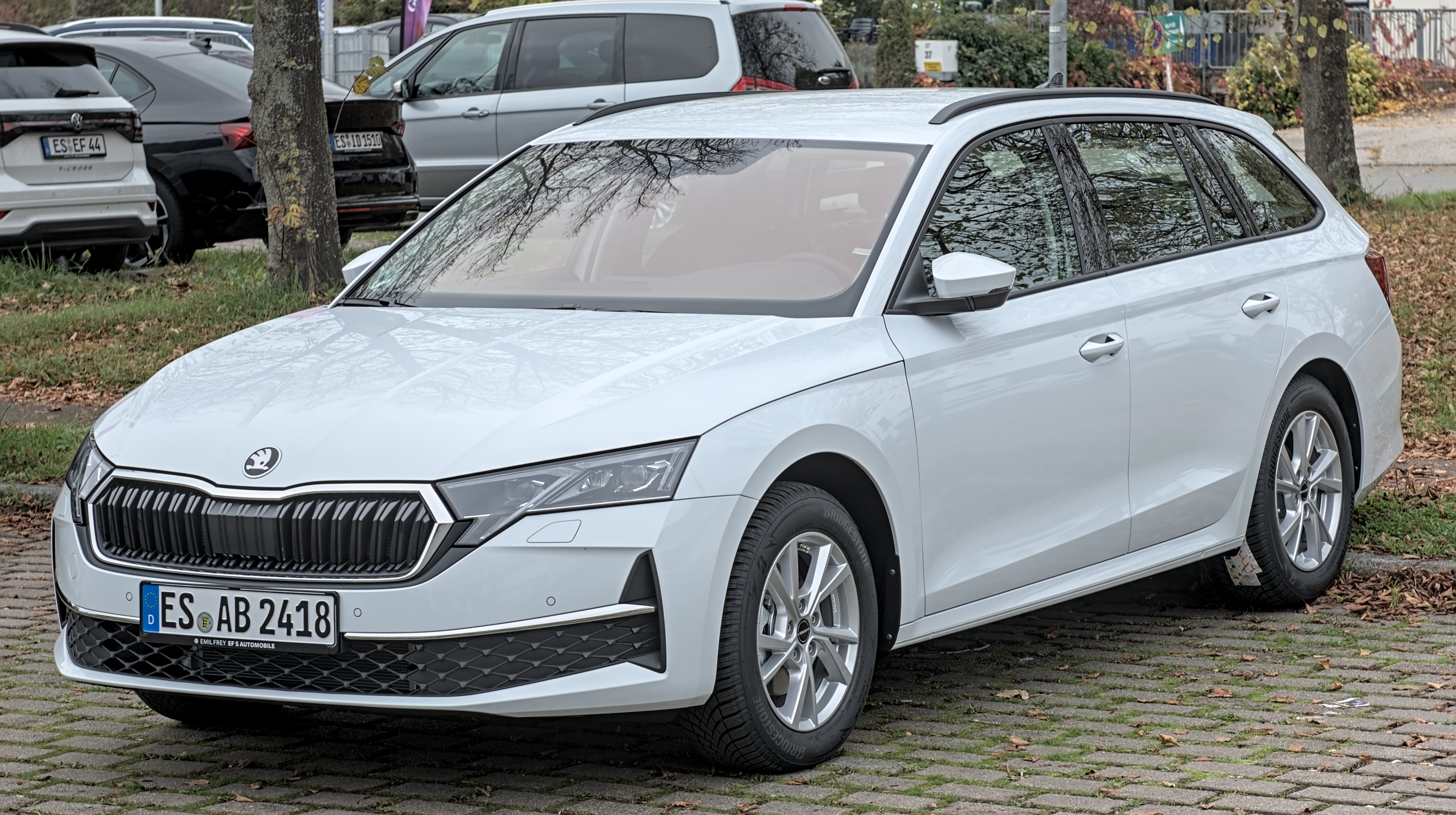
Škoda Octavia IV po liftingu

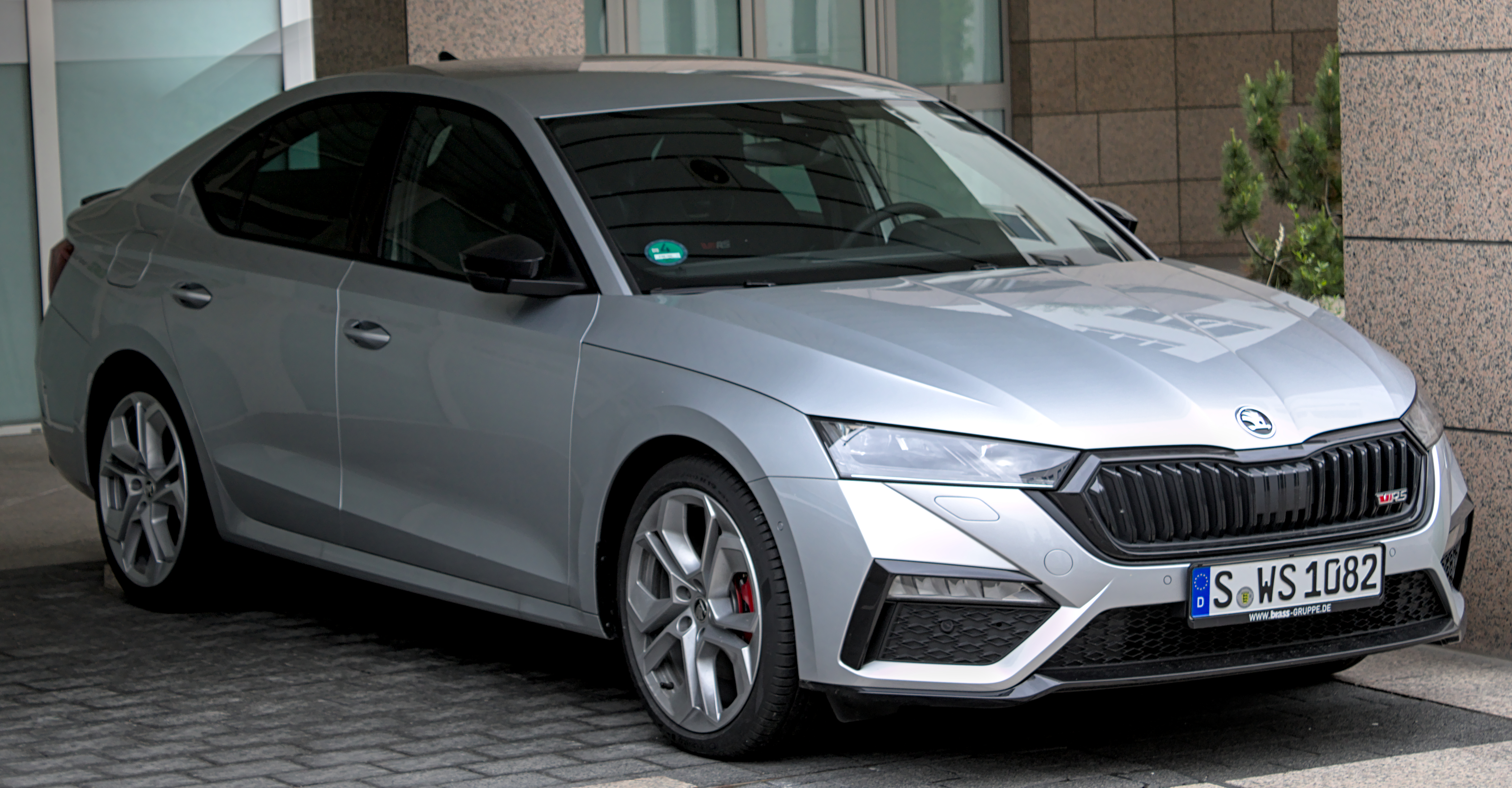
Škoda Octavia RS

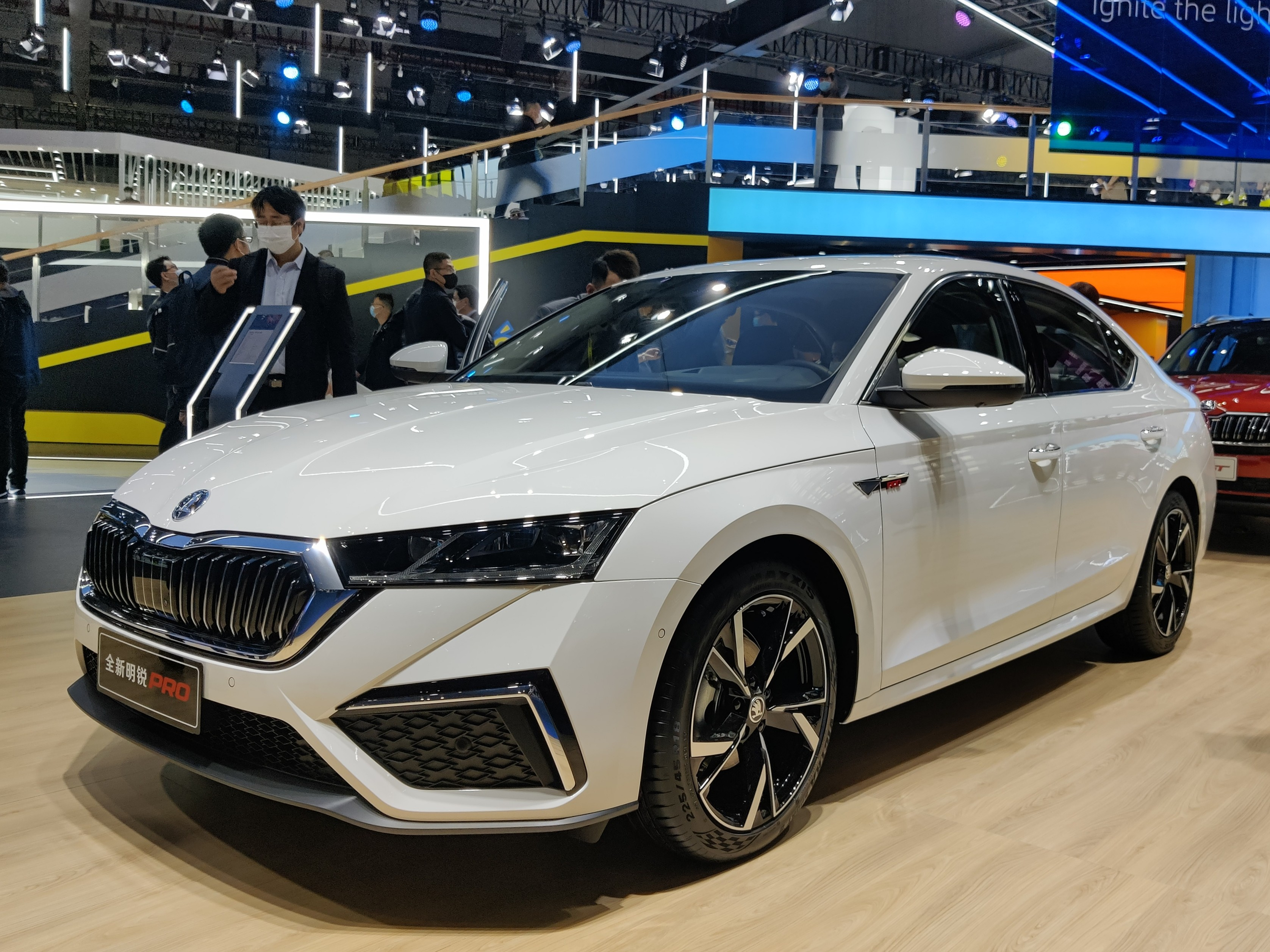
chińska Škoda Octavia Pro

Premiera czwartej generacji odbyła się 11 listopada 2019 roku. Samochód przeszedł wyraźne wizualne zmiany na tle poprzednika – stał się większy, zyskał bardziej muskularną sylwetkę i więcej ostrych linii. Octavia IV została utrzymana w nowej estetyce marki, którą z końcem 2018 roku zapoczątkował model Scala, co przekłada się na strzeliste, ścięte reflektory (znów są jednoczęściowe) i podłużne tylne lampy.
Duże zmiany pojawiły się także w kabinie pasażerskiej, na czele z kokpitem. Wyróżnia się on dużym, 10-calowym dotykowym ekranem służącym do sterowania klimatyzacją, radiem i nawigacją. Oferuje on też łączność Bluetooth, Apple CarPlay i Android Auto. Oryginalnym rozwiązaniem jest nowa, dwuramienna kierownica. Zbudowana na nowej platformie MQB Octavia IV jest nie tylko większa pod kątem wymiarów zewnętrznych, ale i ma obszerniejsze wnętrze. Przekłada się to szczególnie na przestrzeń dla pasażerów tylnej kanapy i pojemność bagażnika, który w przypadku liftbacka mierzy 600 litrów, a wersji kombi – 640 litrów.
Octavia IV oferowana jest zarówno w wariantach benzynowych, jak i wysokoprężnych. Po raz pierwszy ofertę rozbuduje odmiana hybrydowa typu plug-in o nazwie Octavia iV, która będzie dostępna w dwóch wariantach mocy. Octavia czwartej generacji trafiła do sprzedaży w Polsce na początku 2020 roku.
W 2024 roku samochód przeszedł lifting. Zmieniono lampy z przodu, które łączą się z grillem szerszą częścią, zmieniono tylny zderzak. We wnętrzu dokonano zmian stylistycznych, ekran systemu multimedialnego ma wielkość 13 cali.

### Octavia RS iV
W marcu 2020 roku zaprezentowano Octavię RS iV wyposażoną w napęd hybrydowy typu plug-in (PHEV), składającym się z silnika benzynowego 1.4 TSI oraz jednostki elektrycznej o mocy 116 KM. Deklarowana przez producenta łączna moc układu to 245 KM i 400 Nm. Samochód przyśpiesza do 100 km/h w czasie 7,3 sekundy i osiąga prędkość maksymalną 225 km/h.

### Octavia RS
W lipcu 2020 roku zadebiutowała druga wersja Octavii RS czwartej generacji, tym razem nie z napędem hybrydowym, a z konwencjonalnymi silnikami benzynowymi i wysokoprężnymi. Nowa Octavia RS może być wyposażona w silnik benzynowy 2.0 TSI o mocy 245 KM i z maksymalnym momentem obrotowym wynoszącym 370 Nm, wersja ta jest oferowana wyłącznie z napędem na przednie koła i 6-biegową przekładnią manualną lub 7-biegową automatyczną DSG. Przyśpieszenie do 100 km/h zajmuje 6,7 sekundy, a prędkość maksymalna wynosi 250 km/h. Oczywiście dostępna jest także odmiana z silnikiem wysokoprężnym. Jest to motor 2.0 TDI o mocy 200 KM i z maksymalnym momentem obrotowym wynoszącym 400 Nm. W tym wypadku możemy zamawiać samochód zarówno z napędem na koła przednie, jak i AWD. Octavia RS TDI dostępna będzie jedynie z 7-biegową skrzynią automatyczną DSG, natomiast osiągi to 6,8 sekundy do pierwszych 100 km/h i 243 km/h prędkości maksymalnej.
Samochód otrzymał ponadto progresywny układ kierowniczy, niższe o 15 mm zawieszenie o sportowej charakterystyce oraz za dodatkową opłatą elektrycznie regulowane zawieszenie Dynamic Chassis Control. W przypadku wersji benzynowej otrzymamy także mechanizm różnicowy o ograniczonym poślizgu z wielopłytkowym mokrym sprzęgłem. We wnętrzu pojazdu znajdziemy także kubełkowe fotele, elementy wykończeniowe przypominające włókno węglowe oraz akcenty charakterystyczne dla wersji RS.

### Wersje wyposażeniowe
- Active
- Ambition
- Style
- Sportline
- Scout
- RS

Standardowe wyposażenie podstawowej wersji Active pojazdu obejmuje m.in. 7 poduszek powietrznych, elektrycznie regulowane i podgrzewane lusterka, centralny zamek z pilotem, system multimedialny z wyświetlaczem 8,25 cala, elektryczny hamulec postojowy, system wspomagający ruszenie na wzniesieniach, kierownicę obszytą skórą, 16-calowe felgi aluminiowe, asystent pasa ruchu i utrzymania odstępu, komputer pokładowy, a także klimatyzację manualną.
Bogatsza wersja Ambition dodatkowo wyposażona jest w m.in. podłokietnik z przodu, przednie fotele regulowane na wysokość, fotel kierowcy z regulacją odcinka lędźwiowego, tylne czujniki parkowania, czujnik deszczu i zmierzchu, kamerę cofania, system audio z 8 głośnikami, automatyczną klimatyzację dwustrefową, przednie światła przeciwmgielne, felgi aluminiowe 17 cali, a także tempomat.
Najbogatsza wersja Style została dodatkowo wyposażona w m.in. elektrycznie składane lusterka, przednie czujniki parkowania, reflektory przednie LED, chromowane wykończenie samochodu z zewnątrz, system multimedialny z 10-calowym wyświetlaczem i nawigacją, podgrzewane fotele przednie, przyciemniane szyby, dostęp bezkluczykowy, a także 18-calowe felgi aluminiowe.

### Silniki[43]
Benzynowe:
| Silnik     | Pojemność skokowa [cm3] | Moc maksymalna [KM] ( [kW] ) przy obr./min | Maks. moment obrotowy [Nm] przy obr./min | Układ i liczba cylindrów | Przyspieszenie (s) 0-100 km/h | Prędkość maksymalna km/h | Średnie spalanie [l/100 km] (WLTP) |
| ---------- | ----------------------- | ------------------------------------------ | ---------------------------------------- | ------------------------ | ----------------------------- | ------------------------ | ---------------------------------- |
| 1.0 TSI    | 999                     | 110 (81) przy 5500                         | 200 przy 2000-3000                       | R3                       | 10,8                          | 208                      | 5,1                                |
| 1.5 TSI    | 1498                    | 150 (110) przy 5000                        | 250 przy 1500-3500                       | R4                       | 8,5                           | 231                      | 5,3                                |
| 2.0 TSI    | 1984                    | 190 (140) przy 5000                        | 320 przy 1500-4100                       | R4                       | 6,8                           | 239                      | 7,1                                |
| 2.0 TSI RS | 1984                    | 245 (180) przy 5250                        | 370 przy 1600-4300                       | R4                       | 6,7                           | 250                      | 6,8                                |

Wysokoprężne:
| Silnik             | Pojemność skokowa [cm3] | Moc maksymalna [KM] ( [kW] ) przy obr./min | Maks. moment obrotowy [Nm] przy obr./min                    | Układ i liczba cylindrów | Przyspieszenie (s) 0-100 km/h | Prędkość maksymalna km/h | Średnie spalanie [l/100 km] (WLTP) |
| ------------------ | ----------------------- | ------------------------------------------ | ----------------------------------------------------------- | ------------------------ | ----------------------------- | ------------------------ | ---------------------------------- |
| 2.0 TDI            | 1968                    | 115 (85) przy 2750                         | 300 przy 1600-2500 250 (z DSG) przy1500-3250                | R4                       | 10,3-10,8                     | 211-212                  | 4,1-4,4                            |
| 2.0 TDI            | 1968                    | 150 (110) przy 3250                        | 340 przy 1600-3000 360 ( z DSG, z DSG i 4x4) przy 1600-2750 | R4                       | 8,7-8,9                       | 222-231                  | 4,3-5,2                            |
| 2.0 TDI RS, RS 4x4 | 1968                    | 200 (147) przy 3600                        | 400 przy 1750-3500                                          | R4                       | 6,8-7,4                       | 241-243                  | 4,9-5,5                            |

Hybrydowe:
| Silnik          | Pojemność skokowa [cm3] | Moc maksymalna [KM] ( [kW] ) przy obr./min | Maks. moment obrotowy [Nm] przy obr./min | Układ i liczba cylindrów | Przyspieszenie (s) 0-100 km/h | Prędkość maksymalna km/h | Średnie spalanie [l/100 km] (WLTP) |
| --------------- | ----------------------- | ------------------------------------------ | ---------------------------------------- | ------------------------ | ----------------------------- | ------------------------ | ---------------------------------- |
| 1.4 TSI PHEV    | 1395                    | 204 (150)                                  | -                                        | R4                       | 7,7                           | 220                      | 1,0                                |
| 1.4 TSI PHEV RS | 1395                    | 245 (180)                                  | -                                        | R4                       | 7,3                           | 225                      | 1,1                                |

CNG:
| Silnik  | Pojemność skokowa [cm3] | Moc maksymalna [KM] ( [kW] ) przy obr./min | Maks. moment obrotowy [Nm] przy obr./min | Układ i liczba cylindrów | Przyspieszenie (s) 0-100 km/h | Prędkość maksymalna km/h | Średnie spalanie [l/100 km] (WLTP) |
| ------- | ----------------------- | ------------------------------------------ | ---------------------------------------- | ------------------------ | ----------------------------- | ------------------------ | ---------------------------------- |
| 1.5 TSI | 1498                    | 130 (96)                                   | 200                                      | R4                       | 10 (9,9 z DSG)                | 216 (215 z DSG)          | -                                  |

## Sprzedaż w Polsce
| Rok  | Pozycja | Liczba sprzedanych sztuk | Udział w rynku |
| ---- | ------- | ------------------------ | -------------- |
| 2002 | 10      | 9 098                    | 2,9%           |
| 2003 | 10      | 10 981                   | 3,0%           |
| 2004 | 4       | 11 927                   | 3,6%           |
| 2005 | 4       | 9 937                    | 4,0%           |
| 2006 | 4       | 10 801                   | 4,2%           |
| 2007 | 2       | 12 477                   | 3,9%           |
| 2008 | 2       | 14 357                   | 4,2%           |
| 2009 | 1       | 16 238                   | 5,6%           |
| 2010 | 1       | 18 335                   | 5,5%           |
| 2011 | 1       | 16 011                   | 5,0%           |
| 2012 | 2       | 11 526                   | 5,0%           |
| 2013 | 1       | 11 463                   | 4,0%           |
| 2014 | 1       | 13 947                   | 4,3%           |
| 2015 | 1       | 14 199                   | b.d.           |
| 2016 | 1       | 16 965                   | b.d.           |
| 2017 | 2       | 18 719                   | 3,5%           |
| 2018 | 1       | 21 125                   | b.d.           |
| 2019 | 1       | 20 375                   | 3,7%           |
| 2020 | 1       | 18 667                   | 4,4%           |
| 2021 | 3       | 13 116                   | 2,9%           |
| 2022 | 5       | 10 893                   | 2,6%           |
| 2023 | 2       | 15 800                   | 3,3%           |
| 2024 | 2       | 18 903                   | b.d.           |